# Морозова, Маргарита Кирилловна
Маргари́та Кири́лловна Моро́зова, до замужества Ма́монтова (22 октября (3 ноября) 1873, Москва — 3 октября 1958, там же) — известная русская меценатка, одна из крупнейших представительниц религиозно-философского и культурного просвещения России начала XX века.
Учредительница московского Религиозно-философского общества, хозяйка московского литературно-музыкального салона, владелица издательства «Путь». Директор Русского музыкального общества, жена московского фабриканта, мецената и коллекционера русской и европейской живописи, литератора, художественного критика М. А. Морозова (1871—1903). Московская красавица, предмет идеально-мистической влюблённости Андрея Белого, воспетый им во «Второй симфонии» и в поэме «Первое свидание», друг семьи Александра Скрябина, подруга философа Евгения Трубецкого. Прототип произведений Вл. И. Немировича-Данченко, А. И. Сумбатова-Южина, персонаж живописных полотен русских художников В. А. Серова, Н. К. Бодаревского, В. К. Штемберга, мемуаристка.

## Детство и юность

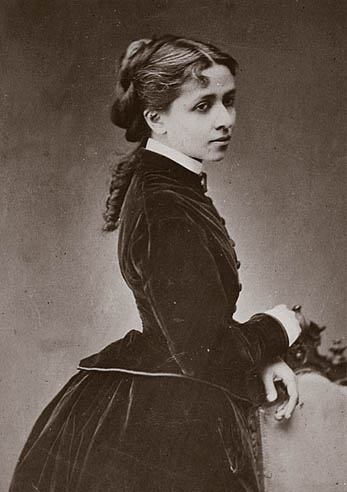
М. О. Мамонтова (Левенштейн), мать Маргариты Кирилловны

Маргарита Кирилловна родилась в Москве в доме Д. П. Боткина на Покровке. Купеческая семья Мамонтовых была в родстве с фамилиями Третьяковых и Боткиных. Старшие братья Мамонтовы — Николай и Александр — владели лакокрасочным производством. Их младший брат, потомственный почётный гражданин Кирилл Николаевич Мамонтов (1848–1879), отец Маргариты, унаследовал от своего отца — Николая Федоровича (1807–1860) — немалые средства, но, по воспоминаниям дочери, оказался неудачным промышленником. Он метался из крайности в крайность: покупал и продавал Лоскутную гостиницу у Иверских ворот, Кокоревское подворье, выступал компаньоном по организации неких заводов, в Русско-турецкую войну нанимал пароходы на Чёрном море для перевозки русских войск, — пока совсем не разорился.
В конце концов финансовые дела семьи оказались настолько запутанными, что имущество было продано за долги, и отец вынужден был бежать от своих кредиторов за границу, где в отчаянной попытке вернуть хотя бы часть средств игрой в рулетку в Монте-Карло проиграл всё без остатка, после чего застрелился.
Разорив семью, Кирилл Николаевич лишил не только жену, но и двух маленьких дочерей того, на что они могли претендовать по праву происхождения. Оставшись без всякой поддержки, его вдова — Маргарита Оттовна Мамонтова (1852—1897) — рассчитывала только на себя. Она происходила из состоятельного немецкого рода Левенштейн. Её отец, Отто Иванович Лёвенштейн (нем. Otto Anton Löwenstein), был старостой московской немецкой католической общины. Не желая быть кому-либо обязанной, Маргарита Оттовна взялась за труд сама: стала шить по заказу знакомым дамам, впоследствии открыла свою белошвейную мастерскую и школу кройки и моделирования одежды в Москве, в Леонтьевском переулке. Конфессионально Маргарита Оттовна принадлежала к католицизму, но по российскому закону её дочери Маргарита и Елена должны были воспитываться в православии. Мать Маргариты Оттовны по отцу была армянского происхождения из рода Эларовых, поэтому её дочери унаследовали от неё совсем не русскую красоту. В жилах Маргариты Кирилловны, помимо армянской, текло ещё множество других кровей: русская, немецкая, английская, еврейская. Маргарита Кирилловна позднее писала о себе: «во мне ж<ид> с армянином восстают».
Бабушку маленькой Маргариты тоже звали Маргаритой. По воспоминаниям внучки, Маргарита Агапитовна Левенштейн (Эларова) обладала деспотичным характером, и по этой причине мать Маргарита Оттовна, даже будучи избалованной беззаботной жизнью в обеспеченной семье родителей, не желала попадать в финансовую зависимость от Маргариты Агапитовны. Когда муж покончил жизнь самоубийством, Маргарите Оттовне было всего 25 лет. Не имея склонности к интеллектуальным интересам, она, как вспоминает Маргарита Кирилловна, весь остаток своей короткой жизни посвятила дочерям. «Мама нас очень любила и страшно заботилась о здоровье». Уже выдав дочерей замуж, незадолго до своей смерти она в 1896—1897 годах занимала должность попечительницы женской школы при «Московском обществе обучения ремёслам детей всех сословий».

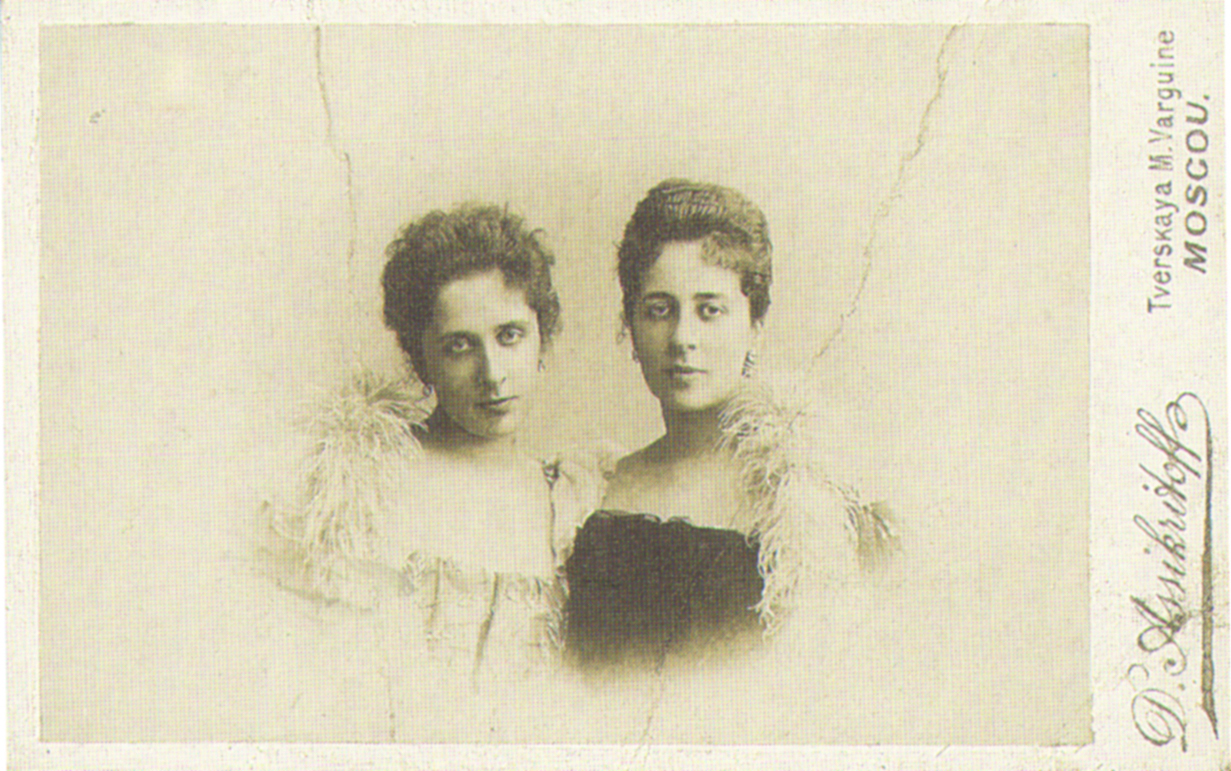
Сёстры Мамонтовы: Елена (в замужестве Вострякова) и Маргарита. 1906

Благодаря стараниям матери детство дочерей было довольно благополучным. Но всё же образ жизни Маргариты Оттовны был очень замкнутым. Помимо родных, у неё бывали лишь Д. П. Боткин и книгоиздатель К. Т. Солдатёнков («Козьма Медичи»), а также А. А. Козлов — обер-полицмейстер Москвы, близкий друг матери, холостяк, открыто покровительствовавший Мамонтовой. Народная молва делала его отцом обеих дочерей. Козлов жил неподалёку от Мамонтовых и на правах их опекуна бывал в доме ежедневно, оказывая значительное влияние на их воспитание. Солдатёнков был дружен с Боткиным, Козловым, в гостях у него юная Маргарита видела богатую коллекцию картин. Став старше, сёстры начали выезжать на дачу к родственникам.
Из детства Маргарите запомнилось открытие памятника Пушкину, впечатление от убийства Александра II; она присутствовала на коронации Александра III, бывала на исторических концертах Антона Рубинштейна 1885—1886 годов, потрясших воображение девочки. Сёстры были регулярными посетительницами Итальянской оперы Большого театра. Маргарита поступила в Петропавловскую гимназию тринадцати лет. С двенадцатилетнего возраста возобновились контакты сестёр с родственниками покойного отца. Они бывали у «тёти Веры Третьяковой» — сестры отца и жены П. М. Третьякова, основателя Третьяковской галереи. Однажды Павел Михайлович подозвал девочек к новой картине, ещё скрытой простынёй, и убрал простыню.

Мы онемели от ужаса: это был Иван Грозный, убивший сына, работы Репина. Впечатление было страшно сильное, но отталкивающее… Казалось, что убитый сын Грозного лежал на полу комнаты, и мы с ужасом стремглав пробегали мимо, стараясь не смотреть на картину.— Морозова М. К. Мои воспоминания. // Наше наследие : журнал. — 1991. — № VI (24). — С. 94.

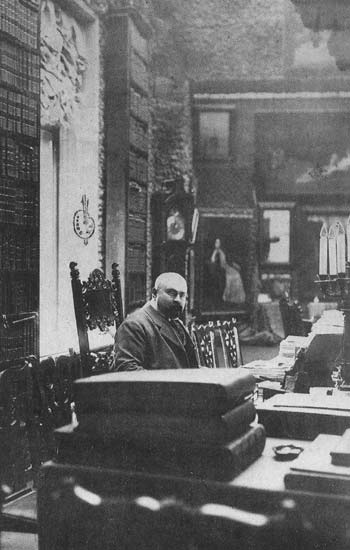
Михаил Абрамович Морозов в своём кабинете в доме на Смоленском бульваре

В доме дяди, Ивана Николаевича Мамонтова (1846—1899), директора завода по производству сургуча и красок, Маргарита Кирилловна познакомилась с семьями музыкального критика Н. Д. Кашкина, музыкального издателя П. И. Юргенсона, музыкального критика Г. А. Лароша. Помимо этого, сёстры Мамонтовы бывали в доме Л. М. Жемчужникова, брата А. М. Жемчужникова, где познакомилась со своей сверстницей Галиной Львовной Жемчужниковой, впоследствии супругой художника В. Е. Маковского. Соавторы Козьмы Пруткова запомнились Маргарите своим сходством с их двоюродным братом А. К. Толстым: «…такой же высокий рост, длинная седая, раздвоенная борода и пышные седые волосы. Братья Жемчужниковы казались какими-то могучими древнерусскими боярами».
В конце 1880-х годов Маргарита Кирилловна увлеклась искусством Малого театра и игрой М. Н. Ермоловой, М. П. Садовского, О. О. Садовской, Г. Н. Федотовой. Помимо Большого и Малого театров, Маргарита посещала Итальянскую оперу в Русской частной опере своего дяди Саввы Ивановича Мамонтова, где наслаждалась пением итальянского тенора Франческо Таманьо. Тогда же сёстры Маргарита и Елена Мамонтовы познакомились со своими двоюродными сёстрами Татьяной, Натальей и Прасковьей Мамонтовыми, дочерьми Анатолия Ивановича Мамонтова (1840—1905). Попав в дом А. И. Мамонтова, Маргарита Кирилловна впервые оказалась в большом, шумном и интересном обществе. Дом хозяев был открыт для взрослой творческой молодёжи, здесь частыми гостями бывали художники В. А. Серов, М. А. Врубель, И. С. Остроухов, К. А. Коровин.

Серов был очень близок с Мамонтовыми, со всеми на «ты», звали его все Антон, хотя он Антоном не был. Это образовалось из Валентоши, как его звали, когда он был подростком. Из Валентоши стал Антоша и, наконец, Антон. Серов писал всех наших двоюродных сестёр подряд.— Морозова М. К. Мои воспоминания. // Наше наследие : журнал. — 1991. — № VI (24). — С. 95.
Известны созданные Серовым портреты Прасковьи Анатольевны Мамонтовой (Рачинской, 1873—1945) «Русалка», 1896; Веры Саввишны Мамонтовой (в замужестве Самариной, 1875—1907) «Девочка с персиками», 1887. Супруга А. И. Мамонтова, Мария Александровна Мамонтова, имела репутацию «гарибальдийки»; она была увлечена вопросами педагогики и вместе с мужем содержала типографию и магазин «Детское воспитание». Другой яркой личностью, повлиявшей на формирование интересов М. К. Морозовой, о которой Маргарита Кирилловна отзывалась с симпатией, была Мария Фёдоровна Якунчикова (Мамонтова), участница Абрамцевского художественного кружка, деятельность которого была направлена на развитие кустарных промыслов и прикладного искусства. Её заслуги были отмечены на парижской Всемирной выставке 1900 года, где она была удостоена золотой медали за организацию Русского кустарного отдела изделий абрамцевских мастеров.

## Примечания

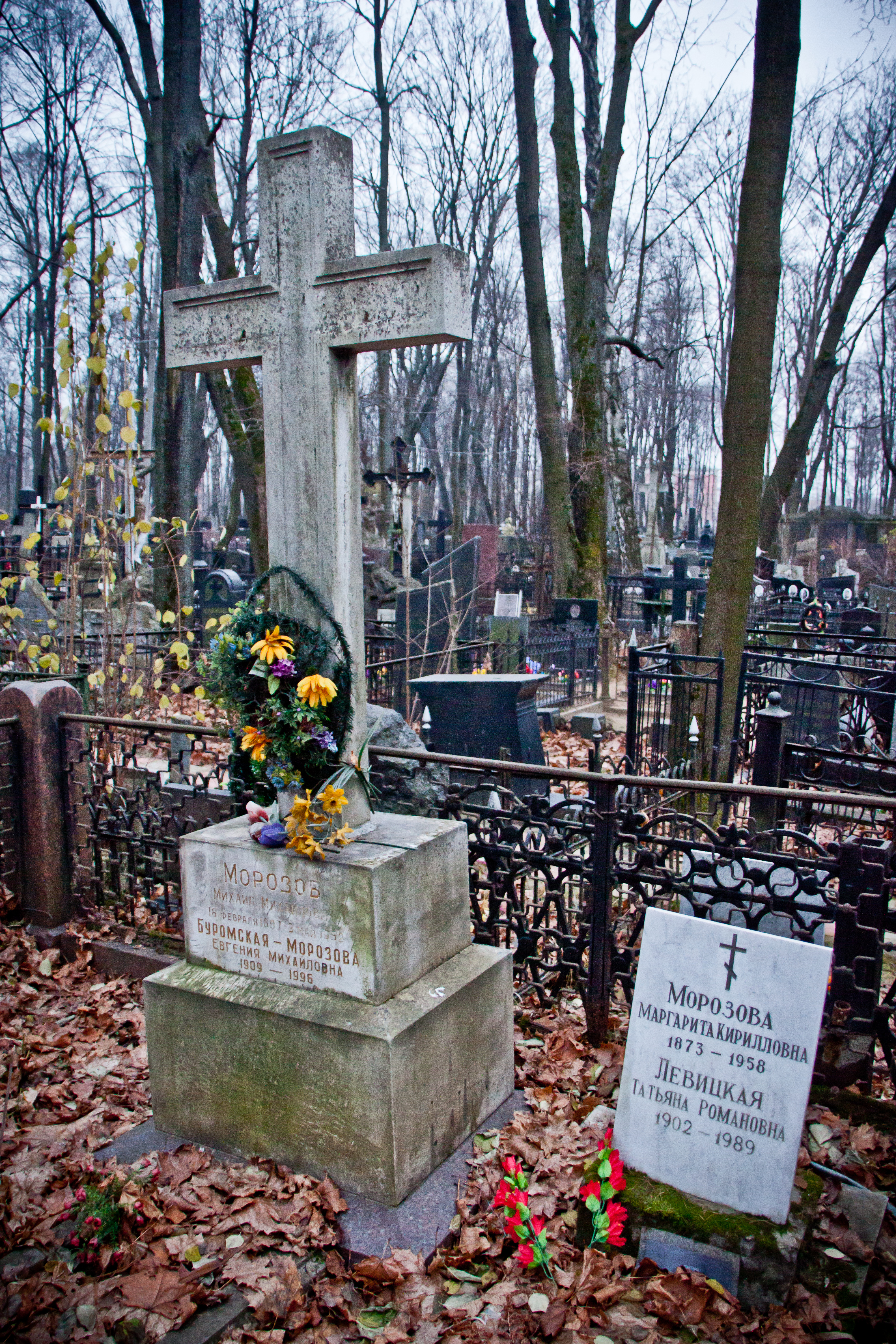
Введенское кладбище, могила Морозовой и Т. Р. Рогаль-Левицкой (справа) и М. М. Морозова (слева)

## Замужество

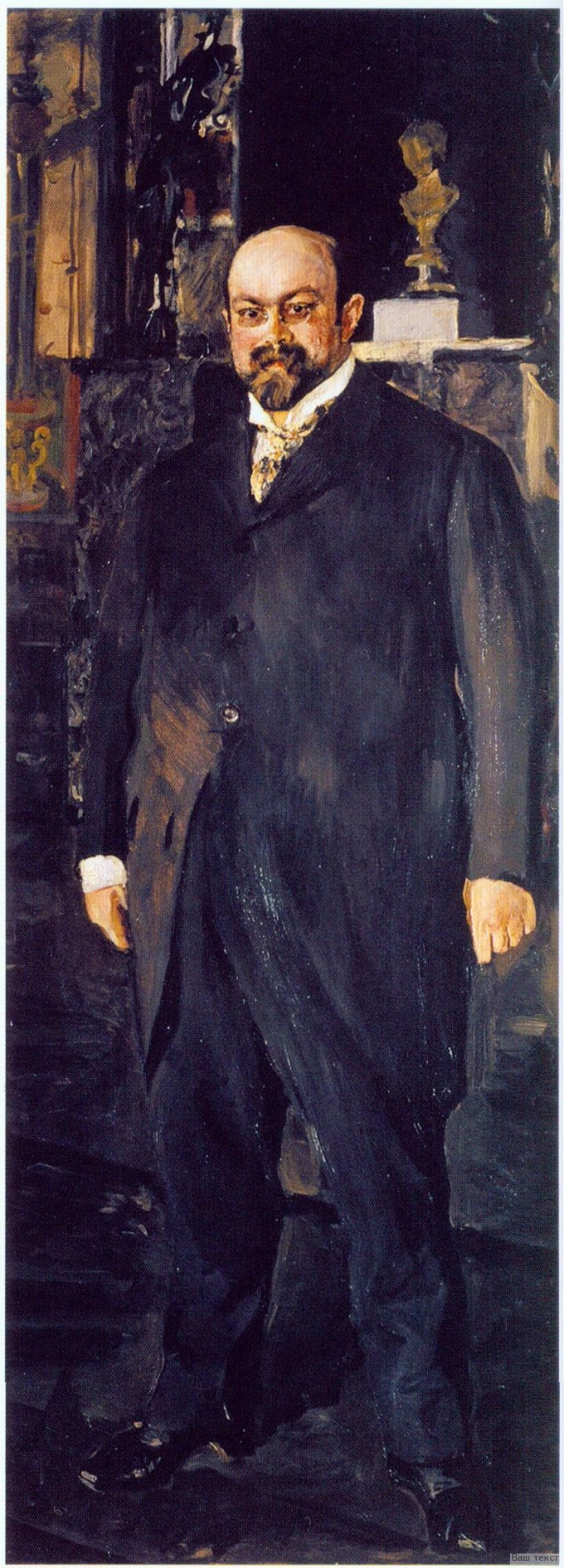
Портрет М. А. Морозова работы В. А. Серова. 1902

Сёстры Маргарита и Елена Мамонтовы выделялись красотой, изяществом манер и врождённым аристократизмом. Вскоре после первого выхода в свет на купчих-бесприданниц обратили внимание состоятельные молодые люди Москвы. Уже 10 ноября 1891 года восемнадцатилетняя Маргарита Кирилловна в Университетской церкви на Большой Никитской обвенчалась с Михаилом Абрамовичем Морозовым, сыном покойного к тому времени Абрама Абрамовича Морозова, представителем знаменитой династии купцов Морозовых, основанной Саввой Морозовым, владельцев Тверской мануфактуры. Мать М. А. Морозова — Варвара Алексеевна Морозова, урождённая Хлудова.
Морозову-младшему только что исполнился 21 год. Ко времени женитьбы он был студентом историко-филологического факультета Московского университета, жившим на 75 рублей в месяц, выдаваемые ему строгой матерью. Достигнув совершеннолетия, Михаил мог не только жениться, он становился обладателем многомиллионного отцовского капитала, поскольку до этого времени его мать являлась опекуншей своих детей — будущих владельцев семейного предприятия. После венчания торжества продолжились в ресторане «Эрмитаж». Затем супруги отправились в Санкт-Петербург, где провели медовый месяц. Здесь они познакомились с театралом и адвокатом А. И. Урусовым, сделались завсегдатаями Михайловского и Александринского театров. Из Петербурга молодые направились в Париж, где также провели месяц. Затем были Ницца и Монте-Карло, с которыми у Маргариты Кирилловны были связаны воспоминания о неудачнике-отце. В Монте-Карло супруги встретили за игрой в рулетку вдову императора Александра II княгиню Е. М. Юрьевскую, а в Ницце их соседкой по отелю была королева Виктория.
В Москву молодые вернулись только в марте 1892 года, сначала жили в наёмной квартире, а полгода спустя Михаил Абрамович купил роскошный дом с колоннадой и зимним садом. Этот особняк на углу Смоленского бульвара и Глазовского переулка сохранился доныне. Бедность Маргариты Кирилловны осталась в прошлом. Молодые жили на широкую ногу: приёмы, балы, собиравшие в их доме до двухсот гостей, концерты, домашние спектакли, костюмированные представления, путешествия в Испанию, Англию, Шотландию и Египет, свой дом в Париже, прихотливая обстановка московского дома, две конные упряжки, изысканная сервировка, бижутерия и лучшие портные для супруги — жизнь для обоих стала настоящим праздником. Были приглашены дорогой повар, буфетчик с помощниками, кухарки, лакеи, горничная, прачка, полотёры, часовщик, швейцар, кучера, камердинер, электрик (в доме была своя электростанция) и т. д. Часть прислуги жила в доме целыми семьями.
Первые два-три года основным увлечением супругов была театральная жизнь Москвы, Большой и Малый театры. По мнению М. К. Морозовой, постановки Большого театра середины 1890-х годов отличались нехудожественностью, и положение изменилось лишь с приходом к театральному руководству В. А. Теляковского, при котором была проведена реформа театрального дела, в репертуар включены русские оперы, в качестве художников привлечены К. А. Коровин и А. Я. Головин. Важную роль в деле театрального реформирования она отводит также С. И. Мамонтову, широко предоставившему на своей сцене место произведениям М. П. Мусоргского, Н. А. Римского-Корсакова, А. Н. Серова и опекавшему талант молодого Ф. И. Шаляпина. Маргарита с энтузиазмом восприняла переход Шаляпина в Большой театр, знаменовавший конец театральной рутины в нём и открывший, по её словам, «совсем новый мир исполнения и новый репертуар».

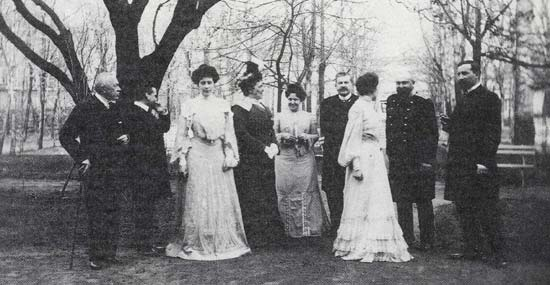
М. К. Морозова (третья слева) с гостями в саду возле дома на Смоленском бульваре. Четвёртая слева В. А. Морозова (Хлудова), седьмая слева Е. К. Вострякова, сестра М. К. Морозовой

Отправившись летом 1892 года на собственном пароходе «Новинка» на свою дачу в Поповке в 25 верстах от Твери вверх по Волге, Маргарита Кирилловна чудом избежала гибели на затонувшем судне, заваленная на дне реки корабельной мебелью.
Характер Михаила Абрамовича, как деликатно вспоминает Маргарита Кирилловна, был живой и даже «бурный», а некоторые комментаторы уточняют купеческие манеры Михаила Абрамовича: «пьянство, грубость, деспотичный нрав, буйная раздражительность и ревность мужа делали жизнь с ним тяжёлой и унизительной», а семейное счастье невозможным.
Летом 1897 года Маргарита даже вынуждена была покинуть на некоторое время дом мужа, и это обстоятельство сделало отношения супругов предметом обсуждения московского «образованного» общества. В конце концов и карточная игра, и коллекционирование картин, икон, и страсть к балету, и множество других прихотей богатого человека сделали Морозова прототипом пьесы А. И. Сумбатова-Южина «Джентльмен», шедшей несколько сезонов в Малом театре. Премьера пьесы 29 октября 1897 года вызвала много кривотолков. Уже в декабре Лика Мизинова сообщала А. П. Чехову: «Вся Москва говорит, что он (автор) описал Мих. Морозова, и теперь опять поднялись прения всюду, имеет ли автор право — литератор или драматург — брать всю жизнь другого целиком. Куда ни придёшь, все об этом говорят!» В этой пьесе невестой «русского самородка, смягчённого цивилизацией» становится бесприданница. Вл. И. Немирович-Данченко также изобразил Маргариту Кирилловну в несколько карикатурном виде в пьесе «Цена жизни» (1896). В конце 1897 года Маргарита Оттовна тяжело заболела и вскоре умерла. Лишившись матери на последних месяцах беременности, Маргарита Кирилловна родила второго сына Мику преждевременно. Спасти жизнь ей и сыну помог знаменитый в то время врач В. Ф. Снегирёв.
Будучи невесткой В. А. Морозовой, М. К. Морозова бывала в гостях у свекрови, предпринимательницы и меценатки, к тому времени (после смерти Абрама Абрамовича Морозова) бывшей в гражданском браке с редактором «Русских ведомостей» профессором В. М. Соболевским. Там Маргарита Кирилловна встречалась со многими авторами этой газеты либеральной московской профессуры: А. И. Чупровым, И. И. Иванюковым, М. А. Саблиным, В. А. Гольцевым, Г. А. Джаншиевым, писателями И. Ф. Горбуновым, П. Д. Боборыкиным, Г. И. Успенским. В. А. Морозова познакомила невестку со Львом Толстым, в доме которого в Хамовниках они слушали письмо С. Л. Толстого из Канады, которое Лев Толстой прочитал своим гостям, чтобы рассказать, как используются пожертвования В. А. Морозовой на обустройство канадских духоборов.
С Софьей Андреевной Толстой М. К. Морозова часто встречалась на концертах симфонической музыки, в том числе и в доме Маргариты Кирилловны. Позднее старший внук Льва Толстого Сергей Сергеевич Толстой учился вместе с сыном Маргариты Кирилловны — Михаилом (Микой) Морозовым в гимназии Л. И. Поливанова и был с ним долгое время в дружеских отношениях, поскольку жена Сергея Львовича (урождённая Рачинская) и Мамонтовы были в родстве.

### Салон Морозовых и театрально-артистическая Москва

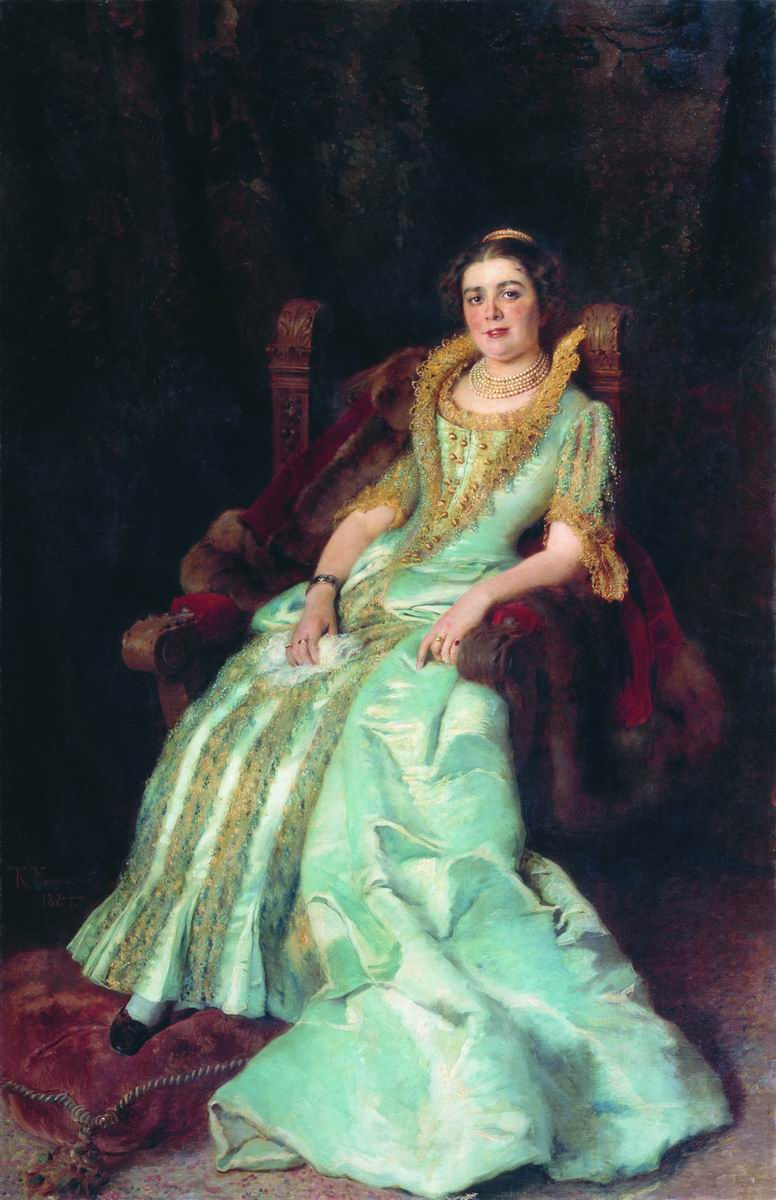
В. А. Морозова на портрете К. А. Маковского. 1884

Окончив филологический факультет, Михаил Абрамович продолжил обучение на естественном факультете Московского университета, а Маргарита Кирилловна, несмотря на рождение троих детей (в 1892, 1895 и 1897 годах), слушала лекции по всеобщей истории и по русской литературе. Коллекционирование картин современных русских и западноевропейских мастеров привело к тому, что частыми гостями морозовского дома стали А. М. Васнецов, И. С. Остроухов, В. В. Переплётчиков, С. А. Виноградов, В. А. Серов, А. Е. Архипов, В. М. Васнецов, Н. В. Досекин, К. А. Коровин, чьи картины Михаил Морозов регулярно покупал. Наездами бывал скульптор Паоло Трубецкой. Из театральных деятелей на обедах у Морозовых были М. П. Садовский, Н. Е. Эфрос, художественный критик А. К. Соболев.
Помимо этого, в числе постоянных гостей были Л. В. Собинов, композитор и певец А. А. Кошиц, купцы, промышленники, московские чиновники и общественные деятели А. А. Карзинкин, Н. М. Зимин, А. Н. Постников, И. А. Морозов, А. В. Морозов, Е. В. Морозов, князь В. М. Урусов, граф Л. Н. Игнатьев, Н. П. Коновалов, князь П. М. Волконский (Питер Волхонский), В. С. Гадон и В. Ф. Джунковский, будущий московский губернатор и товарищ министра внутренних дел.
Наиболее близким дому Морозовых художником стал Валентин Серов, написавший портрет Михаила Абрамовича Морозова и всех его детей, в том числе знаменитый портрет пятилетнего Мики (1901), находящийся ныне в собрании Третьяковской галереи, который сама Маргарита Кирилловна называла особенно удачным.
Валентин Серов был последним гостем, кто покинул дом Морозовых накануне смерти Михаила Абрамовича. Ранняя смерть его наступила в октябре 1903 года, и потрясённый Серов через два дня сам тяжело заболел и в течение полугода, по словам Морозовой, был «между жизнью и смертью». Вынужденно не работавший Серов занял у вдовы Морозова крупную сумму на поправку своего здоровья и на содержание своей семьи, которую впоследствии постепенно вернул. Своё двойственное отношение к Валентину Серову Маргарита Кирилловна подробно осветила в «Воспоминаниях».

Серов был умён, хотя и говорил очень мало и тихо, но каждое слово его всегда было продумано, а главное правдиво и метко. <…> Часто самое молчание его было очень выразительно. <…> Работал он удивительно медленно, тяжело, постоянно переделывая, снова начинал и, видимо, часто сомневался и искал. Это его в самом себе раздражало, ему хотелось бы всё разрешить легко, одним штрихом, одним мазком, как «Костя Коровин», <…> но так у него не выходило. Его натура не была такой живой, артистической, лёгкой, подвижной и восприимчивой к внешней красоте, как натура Коровина…— Морозова М. К. Мои воспоминания. // Наше наследие : журнал. — 1991. — № 6. — С. 98.

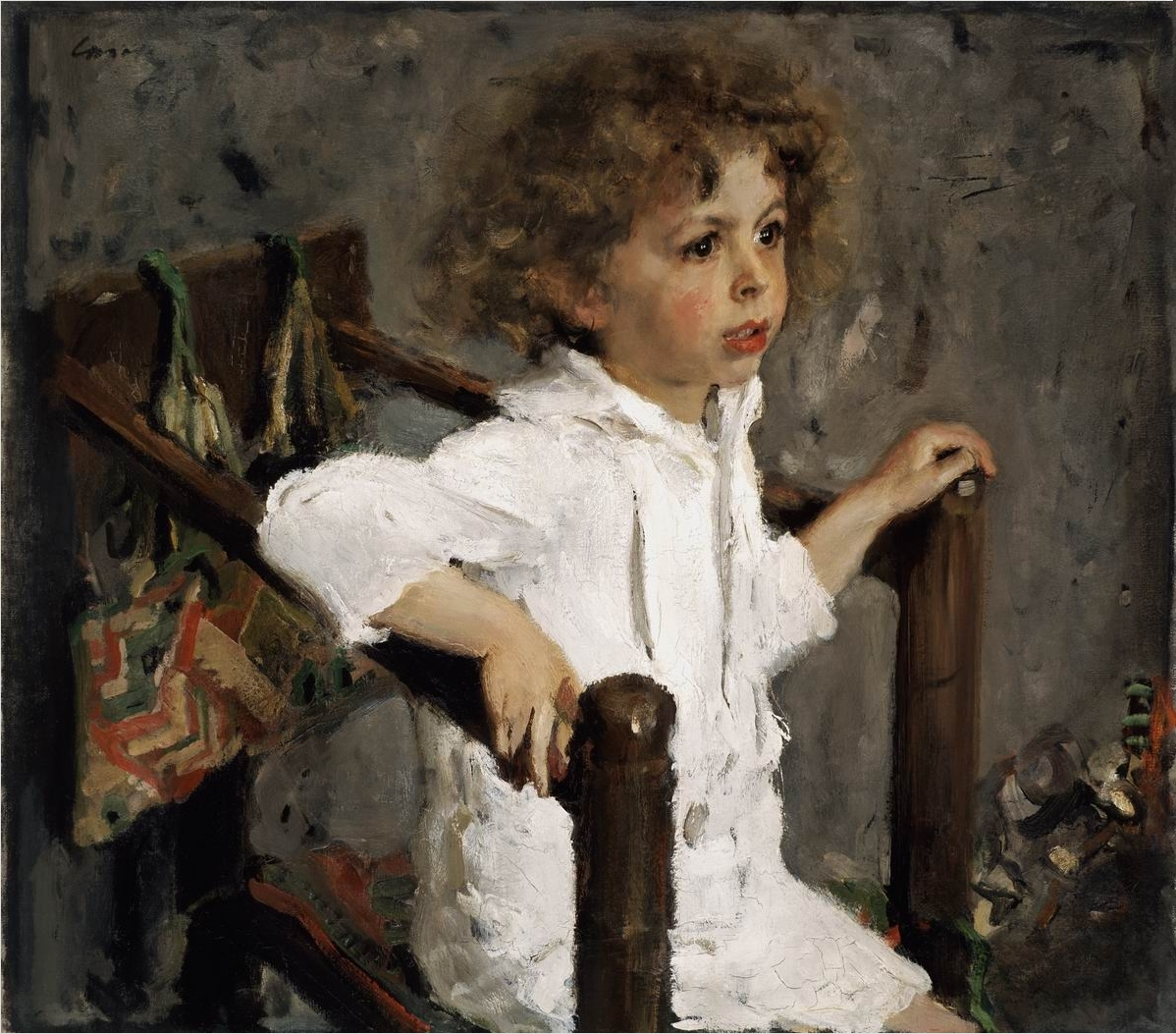
В. А. Серов. Портрет Мики Морозова, сына М. К. Морозовой. 1901

Маргарита Кирилловна позднее призналась, что немного побаивалась и смущалась Серова, так как была уверена, что «он таких „дам“ недолюбливал», по её мнению, «тяжёлой его чертой был какой-то юмористический пессимизм по отношению к людям. Он своим наблюдательным трезвым взглядом видел в каждом человеке карикатуру. <…> Редко можно было почуять в его портрете доброе и простое отношение к изображаемому человеку», и по этой причине не хотела, чтобы он писал её портрет. Тем не менее, незадолго перед смертью Серова они условились, что он всё-таки напишет её, на картине по замыслу художника она должна была идти, улыбаться и говорить. Но, сделав эскиз в импрессионистской манере, Серов не сумел окончить «портрет в движении» и вскоре скончался. Сейчас серовский портрет М. К. Морозовой находится в Художественном музее Днепра, куда он поступил из Третьяковской галереи в 1928 году.

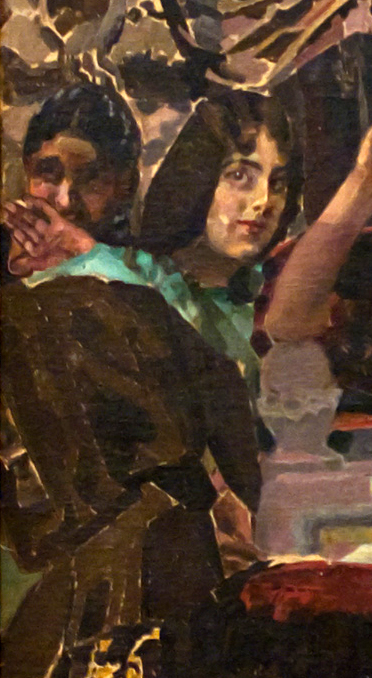
М. А. Врубель. Фрагмент панно «Венеция» с изображением спорного персонажа. 1893

Среди других художников, бывавших в их доме, М. К. Морозова с теплотой вспоминала М. А. Врубеля, чью картину «Царевна-Лебедь» (1900) М. А. Морозов купил у художника за 300 рублей (Врубель просил 500 рублей), а панно «Фауст и Маргарита в саду» (1896) — за 500 рублей. Легенда сделала Морозову прототипом «Царевны-Лебеди» и дамы в голубом на врубелевском полотне «Венеция» (1893). В действительности прототипом первого персонажа послужила жена художника, певица Н. И. Забела-Врубель, исполнявшая партию Царевны-Лебеди в опере Н. А. Римского-Корсакова «Сказка о царе Салтане». Врубель принимал участие во внутренней отделке особняка Морозовых, поскольку Маргарите Кирилловне эклектичный интерьер их дома совсем не нравился.
Исследовательница Наталья Семёнова подвергает сомнению предположение Ольги Постернак о причастности Морозовой ко второй врубелевской картине, не находя этому должного подтверждения: «Ошибаются и те, кто находит сходство дамы слева на панно „Венеция“ с Маргаритой Морозовой. Врубель никаких панно на Смоленском не писал, бывал „у противного Морозова“ нечасто и по обыкновению сидел молча». Однако исследователь Наталья Думова находит сходство с врубелевским образом бесспорным. По её информации, на одном из благотворительных мероприятий Литературно-художественного кружка, финансируемого сестрой Морозовой Еленой Кирилловной и её мужем Родионом Дмитриевичем Востряковым, была показана живая картина «Карнавал в Венеции», повторённая затем в Малом театре и в московском Дворянском собрании. Юная Маргарита изображала там венецианку в гондоле на фоне исполненной К. А. Коровиным красочной декорации. По всей видимости, предполагает Думова, Врубель воспользовался аллюзией этой живой картины при работе над своим панно «Венеция», в композиции которого есть нечто от живой картины.
Помимо названных художников, дом Морозовых посещал В. И. Суриков. С ним Морозову объединял, кроме прочего, интерес к творчеству А. Н. Скрябина: «Его характерная голова сибирского казака, стриженые в скобку чёрные густые волосы, которыми он часто взмахивал, его говор на „о“ были очень своеобразны».
С конца 1890-х годов М. А. Морозов благодаря содействию директора Московской консерватории В. И. Сафонова был одним из директоров Русского музыкального общества. Эту должность впоследствии унаследовала и Маргарита Кирилловна. Ещё до этого она познакомилась с П. И. Чайковским, поздне́е пережила увлечение музыкой Рихарда Вагнера и вместе с мужем посетила дорогостоящий вагнеровский фестиваль в Байрейте, где присутствовала на постановках «Золота Рейна», «Парцифаля», «Тристана и Изольды» и др. Постановки опер происходили под руководством вдовы композитора Козимы Вагнер, дирижёрами выступали самые выдающиеся дирижёры того времени: Феликс Вейнгартен, Карл Мук, Феликс Мотль, Ханс Рихтер, оперные партии исполняли певицы и певцы Эллен Гульбрансон (сопрано), Антон Ван-Рой (баритон), тенор Ван-Дейк. Декорации были исполнены Павлом Васильевичем Жуковским, сыном знаменитого поэта.
Благодаря московскому знакомству с П. В. Жуковским, Морозовы были приглашены на великосветский раут к Козиме Вагнер, где наряду с немецкими, английскими и русскими монархами, принцами и князьями встретили внучку А. С. Пушкина графиню С. Н. Меренберг — супругу великого князя Михаила Михайловича, а также сына композитора Зигфрида Вагнера и двух его дочерей.
| |  |  |  |
| М. К. Морозова на полотнах В. К. Штемберга (1893), Н. К. Бодаревского (1897), В. А. Серова (1910), на эскизе Серова |  |  |  |

## Морозова и Александр Скрябин

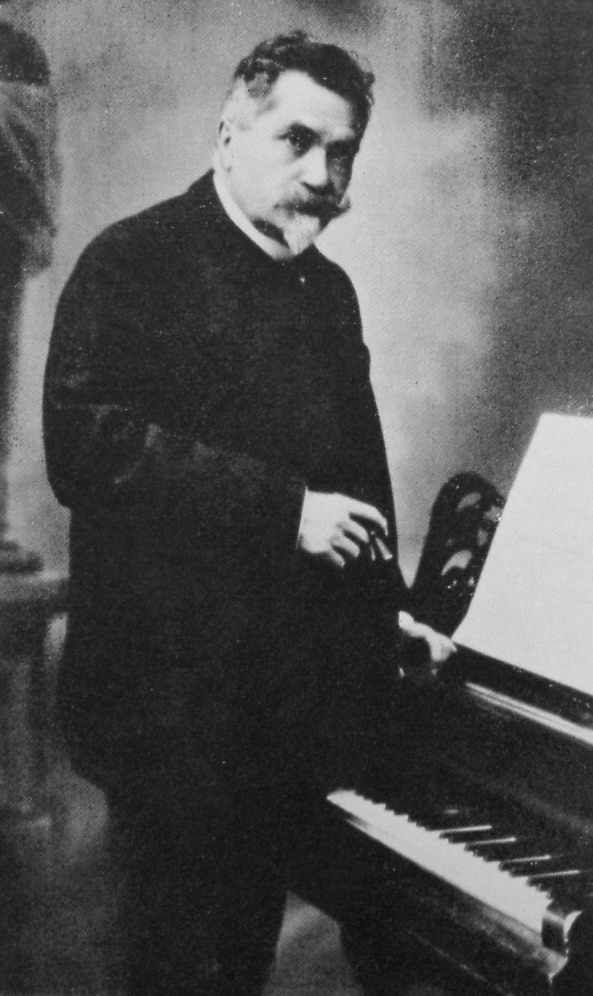
Василий Ильич Сафонов, близкий друг семьи Скрябиных и Морозовых

Знакомство с А. Н. Скрябиным состоялось зимой 1895—1896 гг. на дому у Морозовых. Инициатором знакомства был директор Московской консерватории В. И. Сафонов, который считал Скрябина своим лучшим учеником и называл его «русским Шопеном». После этого Скрябин стал гостем музыкальных вечеров Морозовых, на одном из таких вечеров была и Вера Ивановна Исакович, его будущая жена. Концерты Скрябина сопровождались порой недоумением публики, не восприимчивой к новаторской манере композитора. Тем не менее, у Скрябина было своё окружение из почитателей его творчества. Морозова принадлежала именно к этой категории его слушателей. В 1897 году состоялась свадьба Скрябина и Веры Исакович, чему Маргарита Кирилловна была весьма рада, поскольку симпатизировала им обоим с момента их знакомства. Она находилась под сильным впечатлением от игры Веры Ивановны, к тому времени выпускницы Московской консерватории, окончившей её с золотой медалью.
Однако, когда Морозова осенью этого же года встретила молодожёнов на отдыхе в Ялте, её поразил их убитый вид: «какая-то печать тоски, разочарованности лежала на их лицах». В последующие несколько лет их встречи были эпизодическими, в частности, на исполнении первой симфонии Скрябина под управлением В. И. Сафонова в 1901 году. Чтобы привлечь внимание к этому концерту, профессор Московского университета философ С. Н. Трубецкой написал специальную статью, в которой рекомендовал музыкальной публике талант молодого композитора. Поскольку Морозова искала себе педагога для индивидуальных музыкальных занятий, Сафонов предложил ей в качестве наставника Скрябина и обещал всё устроить сам. Скрябин начал свои занятия с Морозовой с постановки руки, но усиленные упражнения вскоре закончились: у ученицы от напряжения разболелись кисти рук. Вскоре она почувствовала, что композитор тяготится преподаванием, а затем и сам он предложил завершить уроки. Для Маргариты Кирилловны это явилось ударом, она расплакалась, понимая, что теряет связь с необыкновенным музыкантом. Расчувствовавшийся преподаватель вынужден был пойти на уступки и взять свой отказ обратно.
Условием для продолжения занятий Скрябин указал отказ от платы за уроки, поскольку финансовая сторона, по его словам, сковывала его как преподавателя. С этого момента началась подлинная дружба двух людей. Так продолжалось в течение 1902—1903 годов. Маргарита Кирилловна увидела в композиторе «необыкновенно повышенную, интенсивную духовную жизнь… В нём была какая-то окрылённость, огромная вера в достижение цели, в победу, любовь к жизни и вера в её прекрасный смысл, поэтому атмосфера, которая создавалась в общении с ним, была какой-то особенно радостной. <…> благодаря его экспансивности и сообщительности, вы непременно посвящались во все самые интимные и мельчайшие подробности его жизни, во все качества и недостатки его, он становился для вас живым, близким и дорогим человеком, которого вы начинали горячо любить».

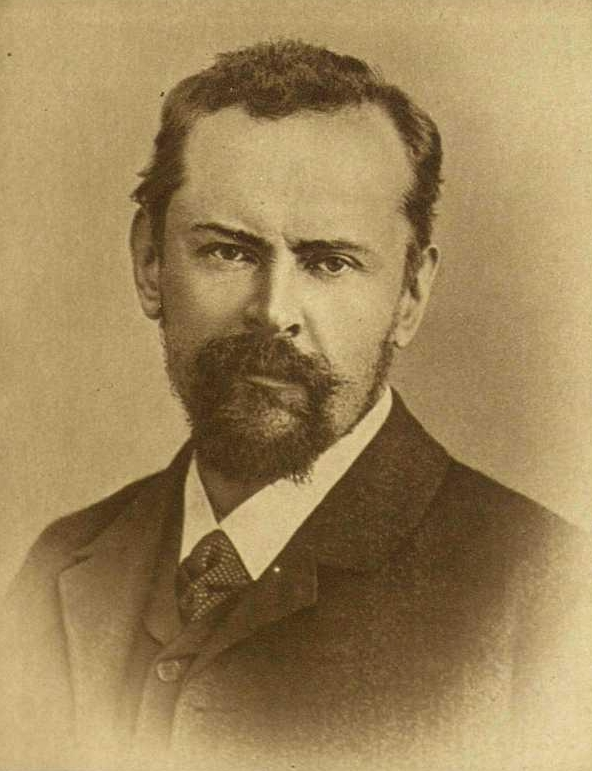
Князь Сергей Трубецкой — старший из братьев-философов

Мемуаристка даже в конце жизни поражается мастерством Скрябина-исполнителя: «Сколько красоты, нежности и певучести было в звуке, какое pianissimo, какая тонкость нюансов, какая нездешняя лёгкость, как будто он отрывался иногда от земли и улетал в другие сферы „к далёкой звезде“». Морозова в особенности выделяет Третью симфонию и Четвёртую сонату композитора, написанные в то время. Музыка Третьей симфонии напомнила ей музыку Вагнера. Во время их исполнения он забывал всё, но такое самозабвение было присуще ему только в обстановке морозовского дома, на концертах Александр Николаевич чувствовал себя несколько неловко: «…как же это, я готовлю себя к мировой роли, а выйти на эстраду перед публикой для меня всегда настоящее страданье».
Во время таких домашних занятий Скрябин посвящал Морозову в свою музыкальную теорию. Она должна была воплотиться в его новом большом музыкальном сочинении, которое он условно называл «оперой». По его замыслу, «опера» должна была представлять собой нечто судьбоносное, событие мирового масштаба, а сам он «станет центром мира через своё искусство и зажжёт всё человечество огнём творчества. Искусство сольётся с жизнью и преобразит её». По признанию мемуаристки, Скрябину удалось заразить её своим энтузиазмом, размахом мысли и фантазии: «Я чувствовала, что рамки моей духовной жизни раздвигались, и это вызывало такой подъём, такое желание жить и действовать, какого я ещё не переживала». Таким образом, композитору удалось сделать из своей ученицы не просто поклонницу его музыкального творчества — он добился, что она стала горячим приверженцем его музыкального учения.
К 1903 году концепция музыкального творчества Скрябина ещё не представляла собой цельной теории. Сам композитор, понимая несовершенство своего мировоззрения, обратился к С. Н. Трубецкому с просьбой быть его наставником в философском образовании. Трубецкой советовал Скрябину ознакомиться с «Введением в философию» Паульсена, с работами Куно Фишера и Виндельбанда, а также со своими работами. Эти же самые труды, а также работы Платона, Сократа изучила и Маргарита Кирилловна, при этом сам Скрябин тяготился кропотливыми философскими занятиями. По словам Морозовой, «учение» Скрябина представляло собой обрывочное нагромождение отдельных положений Ницше, Вагнера, Фихте и Елены Блаватской. Он отдавал предпочтение живым устным беседам, а не утомительным кабинетным размышлениям.
Я, нижеподписавшийся, свободный художник Александр Николаевич Скрябин получил от Маргариты Кирилловны Морозовой 3000 (три тысячи) рублей, которые обязуюсь уплатить в течение двух лет от сего дня.

Уроки у Скрябина привели к тому, что Маргарита Кирилловна близко подружилась с его женой Верой Ивановной. В это время семья почти полностью оторвала её от занятий музыкой: один за другим родились четверо детей. Много времени отнимали заботы и об Александре Николаевиче, который был, по словам Морозовой, большим франтом, ценившим женское поклонение к себе и нередко увлекавшийся сам. В этой непростой обстановке Вера вела себя очень достойно, прощая мужу мелкие слабости в интересах развития его музыкального таланта. Супруга Скрябина своим скромным образом жизни была полной противоположностью мужу, это касалось и внешнего облика, и поведения в артистическом обществе, и сферы так называемых «духовных исканий». При этом она весьма тяготилась своей интеллектуальной посредственностью, называя её «тупостью», в значительной мере придуманной ею самой. Причина этого крылась в том, что равноправного философского диалога с мужем у неё не получалось. «Что касается философии, то дело плохо. Ничего не понимаю. Страшно неспособна!» — жаловалась она Морозовой.
По словам Морозовой, Скрябин не встречал в жене необходимого понимания в своих идейных исканиях. «Она была очень здравой и рассудительной, и это была та черта, которая отдаляла от неё Александра Николаевича и заставляла его искать общения с другими». Преклоняясь перед талантом мужа-музыканта, Вера с недоверием относилась к замыслам супруга о «Мистерии» и его «сверхчеловеческой» миссии. В 1902 году Скрябин весьма сильно увлёкся своей ученицей в Екатерининском женском институте и Московской консерватории Марией Владимировной Богословской (Марусей Б.). В подробности этого эпизода оказались посвящены не только Скрябина и Морозова (Маруся Б. была её родственницей), но и множество других лиц в Москве. Эпизод кончился ничем: расчётливо вскружив композитору голову, Маруся Б. покинула Москву, уехав в Петербург.
Но очередное увлечение Скрябина ещё одной своей поклонницей оказалось куда менее невинным. Ею была Татьяна Фёдоровна Шлёцер, племянница пианиста и педагога Павла Юльевича Шлёцера. Чувство быстро росло, поскольку Татьяна оказалась именно тем человеком, кто смог оценить размах скрябинских замыслов. На Морозову она произвела двойственное впечатление. Маргарита Кирилловна оценила в ней некое женское превосходство над Верой Ивановной, ум, красоту, властность, но оттолкнула её холодность по отношению ко всем прежним окружающим Скрябина знакомым. Она, по мнению Морозовой, как будто заслонила собой для композитора всех остальных, став одновременно и его музой, и неким домашним тираном. Окружение Скрябина раскололось на тех, кто принял Татьяну Шлёцер, и тех, кто осуждал «разлучницу», и Маргарита Кирилловна с некоторыми оговорками принадлежала ко вторым, поскольку Шлёцер освобождала скрябинское пространство от чужого женского присутствия.

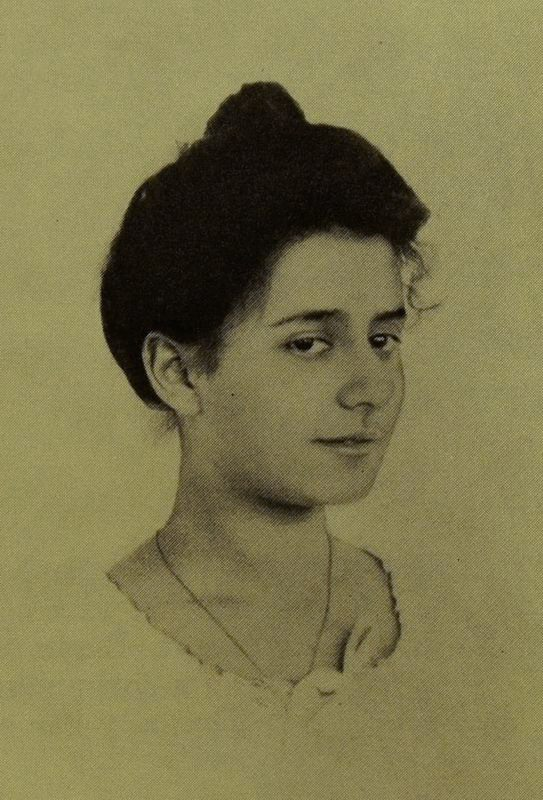
Татьяна Шлёцер в 1902 году

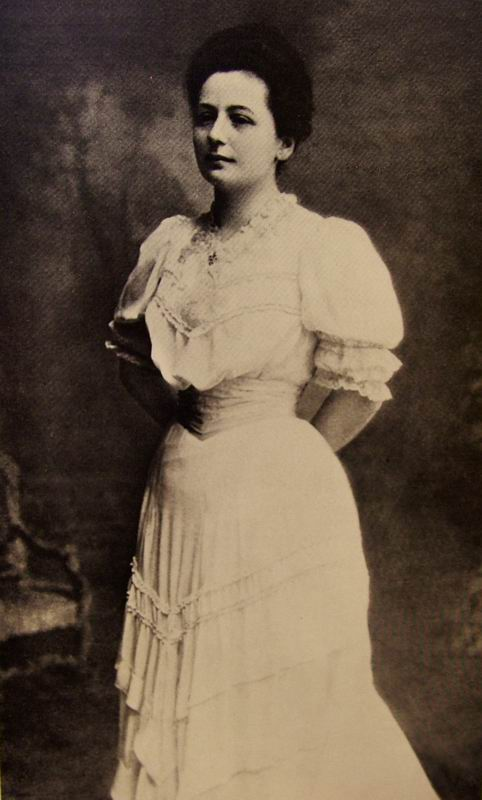
Вера Ивановна Скрябина. 1908

Семейную драму Скрябиных Морозова наблюдала ближе других, её отношение к супругам было сочувственным. Первое время Маргарита Морозова вынуждена была выполнять неприятную роль посредника и миротворца в этом любовном треугольнике. К ней обращались с различными поручениями и Татьяна Фёдоровна, и Александр Николаевич, и Вера Ивановна, утратив желание обращаться друг к другу напрямую. Симпатия Морозовой к Вере Ивановне во многом объяснялась чувством жалости к брошенной женщине, но не только. Маргарита Кирилловна видела в В. И. Скрябиной выдающуюся пианистку, чьё исполнительское искусство, которым её соперница не обладала, способствовало растущей славе Скрябина-композитора, в то время как очевидным влиянием Т. Ф. Шлёцер на Александра Николаевича мемуаристка была, по её признанию, испугана. Когда вскоре Маргарита Кирилловна сама оказалась в таком же щекотливом положении в семье князя Евгения Трубецкого, как Шлёцер в семье Скрябиных, она не смогла пойти до конца и окончательно разбить чужую семью, как это удалось сделать Татьяне Шлёцер.
Семейные осложнения начались, когда, тяготясь преподаванием, Скрябин принял решение сосредоточиться на своём творчестве, а для этого покинуть на некоторое время Россию, но средств на это он не имел. Смерть мужа сделала Морозову финансово независимой, поэтому в 1904 году она предложила Скрябину материальное обеспечение в виде безвозмездной дружеской помощи — три-четыре тысячи рублей ежегодно. Фактически же с этого времени композитор получал от меценатки ежемесячно 200 рублей или 2400 ежегодно (финансирование концертной деятельности происходило отдельно). По другим сведениям, такие выплаты составляли 2000 рублей в год и производились раз в полгода по тысяче рублей. Такие «стипендии» продолжались с 1904 по 1908 год включительно, когда отношения Скрябина с Морозовой испортились. Таким образом, денежная помощь Морозовой позволила Скрябину уехать с семьёй в Швейцарию и оставаться в Европе несколько лет. Именно в эти годы наступил наиболее плодотворный период жизни Александра Николаевича, он создал «Поэму экстаза», начал «Поэму огня (Прометей)», 5-ю сонату. «Когда-нибудь я Вам расскажу, от каких неприятностей Вы меня избавили. Вы очень-очень милая, и я не могу выразить Вам всей моей признательности», — писал композитор 29 сентября 1906 года.
Он заботился о музыкальном и философском развитии Маргариты Кирилловны даже в разлуке с ней, и, когда Морозова со всеми домочадцами приехала в Швейцарию, он нашёл для неё дачу в местечке Ньон на берегу Женевского озера. Сам Скрябин остановился в пригороде Женевы Везна на противоположном берегу озера. Ещё до Морозовой к нему приехала Татьяна Шлёцер. Все вместе (жена Вера от участия в интеллектуальных беседах уклонялась) живо обсуждали философию Фихте, психологию Л. М. Лопатина и «Мистерию» — будущую «Поэму экстаза» композитора, при этом Татьяна Шлёцер, по словам Морозовой, относилась к Скрябину высокопарно-льстиво: «Когда Александр Николаевич будет господин мира, тогда это ему будет не нужно, но пока…» Но сам он ничего этого не замечал и чувствовал себя абсолютно счастливым на высоте своего творческого подъёма и успеха у женщин. Ежедневное присутствие Шлёцер нервировало Веру Ивановну, которая вынуждена была выслушивать насмешки соперницы: «Не правда ли, какие глупости, Александр Николаевич, вы слышите?!» В опасении за будущее композитора Морозова высказала Скрябину свои сомнения относительно Татьяны Шлёцер, но тот лишь холодно возразил ей, что она не понимает его новой ученицы.

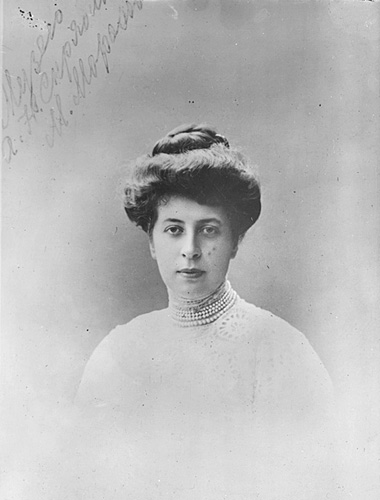
Фото с дарственной надписью музею А. Н. Скрябина

Отношения Морозовой и Шлёцер остались внешне корректными, но внутренне холодными, о чём Скрябин говорил с грустью: «Я бесконечно сожалею, что вы не узнали ближе друг друга, это привело бы, конечно, к взаимному уважению и глубокой симпатии. Я уверен, что со временем это неизбежно случится!» Шлёцер и Морозова делали уступки Скрябину, внешне демонстрируя своё сближение, на самом деле расходясь друг с другом всё дальше и дальше. Но сдержанное отношение к Татьяне не могло поколебать уважительного отношения Маргариты Кирилловны к Скрябину даже тогда, когда в январе 1905 года Александр Николаевич покинул семью и уехал в Париж. Вера Ивановна была в отчаянии, несмотря на то, что речь о разводе ещё не шла. Маргарита Кирилловна, как могла, утешала свою подругу, оставленную с четырьмя малолетними детьми. Помимо всего этого, Вера Ивановна была домашним учителем музыки детей своей покровительницы. Поэтому в оценках Морозовой роли Татьяны Шлёцер в жизни композитора сквозит неприятие: «Удивительно, как она была всегда мрачна, я никогда не замечала, чтобы она смеялась. Говорила она мало и очень тихо и невнятно». И всё же, благоговея перед талантом композитора, меценатка финансировала организацию парижских концертов Скрябина.
15 июля в возрасте семи лет умерла старшая дочь Скрябина Римма, что явилось страшным ударом для обоих супругов. Несмотря на это, в конце лета композитор поселился в Больяско близ Генуи вместе с Татьяной, изредка навещая жену и детей в Швейцарии. Там, в Больяско, Морозова навестила Александра Николаевича и Татьяну Фёдоровну в конце 1905 года и узнала о беременности подруги Скрябина: та ждала рождения своей первой дочери Ариадны. В связи с предстоящим рождением ребёнка начались нескончаемые разговоры о разводе Скрябиных, которые разительным образом изменили поведение ранее внешне сдержанной и невозмутимой Татьяны. Александра Скрябина, одержимого в это время созданием своей «оргиастической поэмы» (будущей «Поэмы экстаза»), требовавшей напряжения всех его духовных сил, эти бытовые разговоры отвлекали, но противостоять натиску Татьяны он не мог, и поэтому оба, и Татьяна, и Скрябин, уповали на влияние Морозовой на Веру Ивановну.

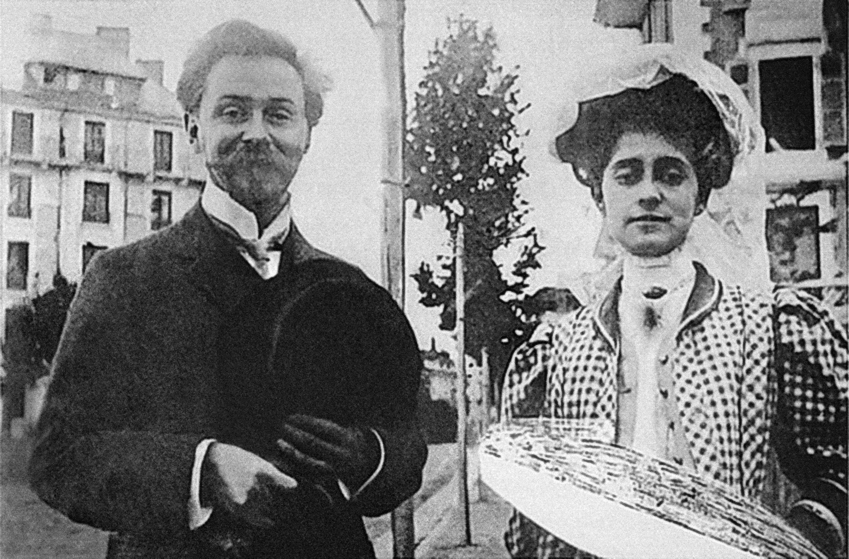
А. Н. Скрябин и Т. Ф. Шлёцер в Брюсселе. 1909

Однако надежды Т. Ф. Шлёцер и А. Н. Скрябина на влияние М. К. Морозовой не оправдались — Вера Скрябина и слышать не хотела о разводе с мужем, надеясь на то, что очередное увлечение мужа рано или поздно закончится. Морозова была огорчена таким решением Веры, отдавая себе отчёт в том, чем это грозит Александру Николаевичу со стороны Татьяны Фёдоровны. Всё это время между четырьмя людьми происходила интенсивная переписка. Как заметила Маргарита Кирилловна, «хотя наши отношения с Верой всегда были очень сердечны, но я никогда не стояла так близко к её жизни, чтобы иметь возможность оказать влияние на столь важное решение». Человеком, могущим повлиять на решение Веры в пользу развода, был её отец, поддерживавший её морально и материально, по словам мемуаристки. Но, будучи человеком консервативных устоев, он выступал против развода дочери и в интересах своих внуков.
Постепенно у Татьяны Шлёцер и Александра Скрябина накапливалось раздражение против Маргариты Морозовой из-за её неспособности повлиять на Веру Скрябину. Неопределённое положение любовницы било по самолюбию Татьяны, а Александр Николаевич мнительно видел причину неуспеха своих парижских концертов 1905 года в своих неоформленных законным браком отношениях с Татьяной, которые по местным нравам могли быть сочтены предосудительными: «Если бы не фальшивое семейное положение, благодаря Вере Ивановне, то я бы давно выбрался на дорогу…» «Если бы те, которые считают себя моими друзьями, позаботились об удалении с моего пути последних препятствий!» — раздражённо восклицал он в письме Маргарите Кирилловне.
В следующий раз Морозовой и Скрябину удалось встретиться только в 1907 году, когда Маргарита Кирилловна приехала в Париж на исторические «Русские сезоны», устроенные С. П. Дягилевым, которые она также финансировала. Концерты Скрябина были частью «Русских сезонов», и на этот раз их ждал успех, хотя на фоне успеха музыки Н. А. Римского-Корсакова успех скрябинских концертов несколько отошёл на второй план, так что Маргарита Кирилловна вынуждена была даже улаживать отношения между Дягилевым и Скрябиным.
В парижской квартире Скрябина Морозова присутствовала на исполнении им «Поэмы экстаза» для Н. А. Римского-Корсакова, А. К. Глазунова, С. В. Рахманинова, Иосифа Гофмана. В Лувре Скрябин вместо просмотра картин начал объяснять Морозовой смысл всё той же «Поэмы экстаза»: «Вселенский экстаз — это эротический акт, блаженный конец, возвращение к Единству. Конечно, в этом эротизме, как и вообще в Скрябине, не было ничего грубого, сексуального. „Поэма экстаза“ эротична в этом смысле слова, этот эротизм носит космический характер, и мне кажется, что в ней вместе с тем уже чувствуется какой-то отрыв от земли, который так сильно и окончательно отразился в последних произведениях Скрябина». О характере отношений Морозовой с Татьяной Шлёцер к этому времени даёт представление следующий рассказ из воспоминаний Маргариты Кирилловны:

Упомяну о маленьком эпизоде, который произвёл на всех собравшихся тогда неприятное впечатление. Я пригласила к обеду Скрябиных, Рахманинова, Шаляпина и ещё несколько человек. Во время обеда мы все хотели вызвать Александра Николаевича на беседу, но Татьяна Фёдоровна буквально всё время его перебивала словами: «Душечка, позволь мне сказать!» — и начинала пространно и долго говорить. Он покорно замолкал. Из этого маленького эпизода видно, как Татьяна Фёдоровна своим волевым и даже деспотическим характером приводила в полную покорность Александра Николаевича. Конечно, не его духовную сущность, которая никаким влияниям не поддавалась, а его эмпирический характер, который был мягок, уступчив и не любил борьбы.— Морозова М. К. Воспоминания об А. Н. Скрябине. // Наше наследие : журнал. — 1997. — № 41. — С. 57.

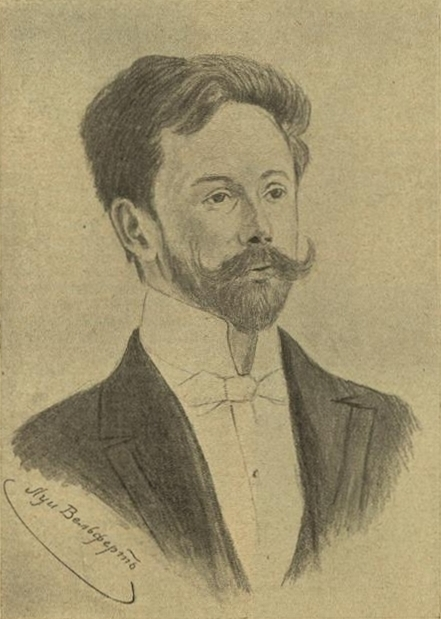
А. Н. Скрябин в некрологе газеты «Новое время». Апрель 1915 г. Подпись: Луи Вельферт

Перед тем, как проститься после парижских концертов, Скрябин ещё раз обратился с просьбой к Морозовой уговорить Веру Скрябину дать развод. В Москве Маргарита Кирилловна передала просьбу композитора его жене, но получила окончательный отказ. Скрябин всё это время жил за границей: в США, Европе, главным образом в Швейцарии. Маргарита Кирилловна в качестве одного из директоров Русского музыкального общества пригласила однажды Александра Николаевича в Москву дать два концерта: камерный — «Поэма экстаза», и симфонический — 3-я симфония («Божественная поэма»). Он не был в России к тому времени пять лет. Скрябин дал согласие, и концерты были назначены на январь 1909 года. Оба концерта прошли с огромным успехом и вызвали энтузиазм восторженной молодёжи. Но по отдельным репликам в разговоре со Скрябиным Морозова поняла, что Скрябин почему-то недоволен ею: «…раздражён на меня и стал относиться ко мне недоверчиво, чего прежде не было».
У Морозовой возникло желание познакомить Скрябина с Андреем Белым, с которым она находила у композитора какое-то неуловимое сходство. Они встретились у неё, познакомились, но ничего интересного из этого знакомства не получилось — поэт и композитор расстались друг с другом совершенно чужими.
На генеральной репетиции симфонического концерта Скрябина 19 февраля 1909 года Маргарита Кирилловна увидела в партере одиноко сидящую Веру Ивановну и подсела к ней. Вскоре она увидела неодобрительные знаки, которые делал ей из директорской ложи Александр Николаевич. После репетиции она направилась к Скрябину и услышала упрёки за свой поступок, будто бы оскорбивший Татьяну Фёдоровну. Этот инцидент и последовавшие события на завтраке у М. С. Лунца и на обеде у С. А. Кусевицкого, выступившего с обвинениями Морозовой в подрыве репутации Татьяны Шлёцер, положили конец дружбе Скрябина и Морозовой. Этот разрыв она переживала очень тяжело, поскольку не чувствовала себя ни в чём виноватой, тем более что А. Н. Скрябин в своё время просил Морозову поддержать его жену. Спустя менее чем два года на концерте А. Н. Скрябина под управлением С. В. Рахманинова в декабре 1911 года Маргарита Кирилловна в последний раз увидела Александра Николаевича. Встреча получилась светски холодной и безмолвной.
Ещё через три с небольшим года она пришла проститься с композитором на его похороны, где встретилась с Татьяной Шлёцер. С ней она неоднократно встречалась во время и после революции на улицах, но разговоры не касались «больных» тем, а однажды на один из домашних концертов Морозовой к ней пришла сама Татьяна Фёдоровна со своим юным сыном Юлианом, которого мать вела за руку.

Юлиан был прелестный мальчик, лет десяти, похожий на Скрябина. Когда я увидела их входящими в зал, я пошла к ним навстречу, у меня сжалось горло, я едва сдержалась, чтобы не заплакать, так они мне напомнили Скрябина. Но слёзы у меня всё-таки выступили на глазах, и Татьяна Фёдоровна это видела, так как она пристально глядела на меня. Я справилась с собой, и мы светски любезно поговорили о чём-то безразличном.— Морозова М. К. Воспоминания об А. Н. Скрябине. // Наше наследие : журнал. — 1997. — № 41. — С. 60.
После смерти Александра Николаевича Маргарита Кирилловна учредила фонд помощи его семье и какое-то время финансировала музей, основанный в память о нём, но в эти годы многие близкие композитору люди умерли: в 1919 году — Юлиан, в 1920 году — Вера Ивановна Скрябина, в 1922 году — Татьяна Фёдоровна Шлёцер.

## «Дама с султаном»

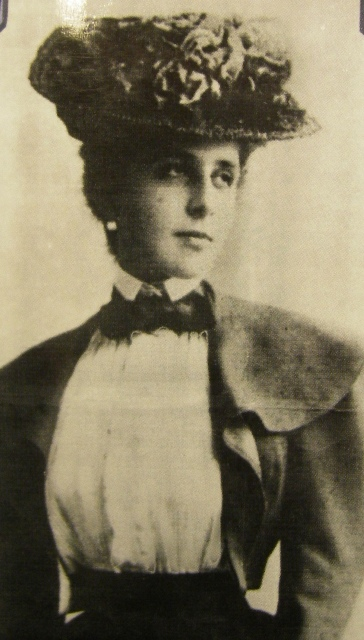
Маргарита Кирилловна в юности

Маргарита Кирилловна была старше Андрея Белого на семь лет, но, когда в феврале 1901 года двадцатилетним юношей он впервые увидел её на одном из симфонических концертов, он был ослеплён её красотой. Эта встреча положила начало мистически-идеальной, по выражению В. П. Енишерлова, любви поэта к замужней красавице. Он был в то время студентом физико-математического факультета Московского университета. Не без влияния А. А. Блока и В. С. Соловьёва он провозгласил её «Подругой Вечной», «вечной Женственностью, душой Мира, утренней Зорёй, прекрасной Дамой». Первое время восторженный поэт писал своей возлюбленной множество писем, но скрывал при этом своё авторство, подписываясь «Ваш рыцарь».
Маргарита Морозова не уничтожала этих писем, но тщательно сберегала. Морозовой удалось разгадать анонимного корреспондента, лишь когда она по совету знакомых купила «Вторую (драматическую) симфонию» Андрея Белого, где узнала саму себя в образе Сказки, а своего мужа в образе Кентавра. «Симфония» была написана в 1901-м, а издана в 1902 году символистским издательством «Скорпион», но попала к Морозовой только в 1903 году. Письма были полны сумбурных мистико-эротических излияний («Если вы спросите про себя, люблю ли я Вас, — я отвечу: „безумно“. Но из боязни, что Вы превратно поймёте мою любовь, — я объявляю, что совсем не люблю Вас. Вот безумие, прошедшее все ступени здравости, лепет младенца, умалившегося до Царствия Небесного» и т. д.), реминисценций из Владимира Соловьёва, Ницше, Блока, только-только начинавшего приобретать славу, но Маргарита Кирилловна снисходительно отнеслась к смелой выходке своего неизвестного поклонника, поскольку и сама испытывала в это время сильное влияние идей Соловьёва.
В извинение своего поступка — письма к замужней незнакомой даме, — поэт приводил следующий аргумент: поскольку автор писем — человек, «давно заснувший для жизни живой», то «Мне не надо Вас знать как человека, потому что я Вас узнал как символ, и провозгласил великим прообразом… Вы — идея будущей философии». Личное знакомство двух людей стало возможно после смерти М. А. Морозова. Знакомство это состоялось на одном из вечеров в доме Морозовых весной 1905 года после возвращения Маргариты Кирилловны из Швейцарии. Андрей Белый — частый гость салона Морозовой, он принимал участие в философских диспутах и музыкальных вечерах, устраиваемых хозяйкой у себя дома. Первое юношеское увлечение поэта продолжалось до 1906 года, пока место возлюбленной не заняла Л. Д. Менделеева, жена А. А. Блока. Но и после личного знакомства с Морозовой Андрей Белый продолжал писать свои любовные письма-послания Маргарите Кирилловне, хотя при частных встречах эти письма никогда не обсуждались, ни ранние письма, ни поздние, и приватные разговоры носили большей частью светский характер. В этом Морозова усматривает большую деликатность и чуткость Андрея Белого.

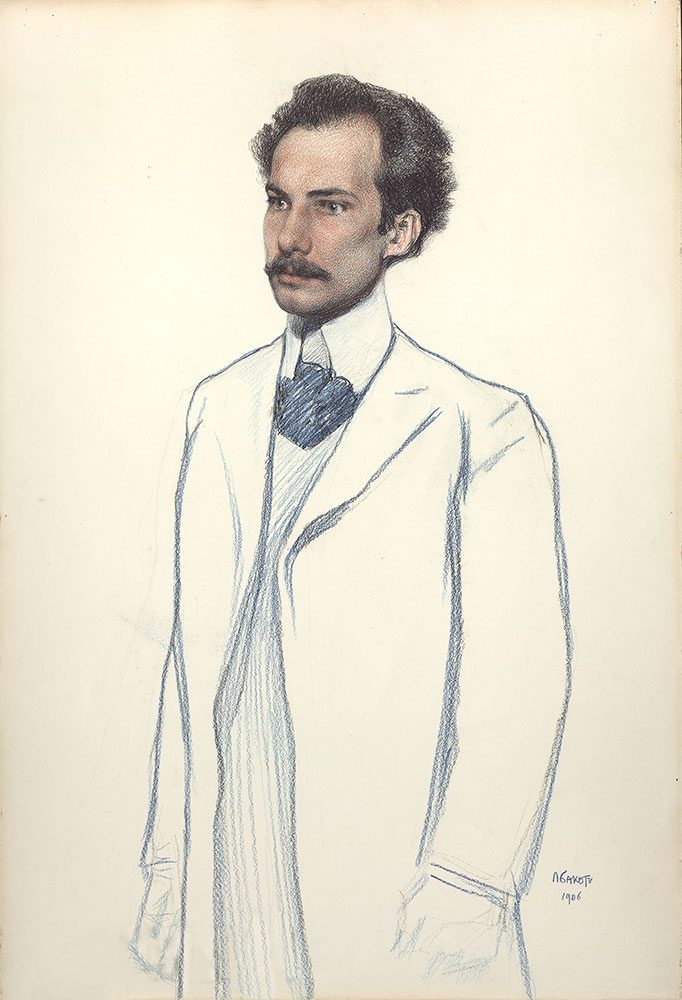
Портрет Андрея Белого работы Л. Бакста

Её весьма заинтересовали разговоры с молодым человеком, его речи напоминали ей, по её словам, «модернизированного Гоголя». В ходе завязавшейся дружбы Морозова пригласила поэта в июле 1905 года в Поповку — имение В. А. Морозовой, где Белый провёл несколько дней. Его ждал пикник в селе Маркино-Городище, катание на лодках, костры и ночёвка в поле под открытым небом. Чтение Белым своих стихов, «для всех непривычное, нараспев, почти напоминающее цыганское пение ритмом и даже напевом, вызвало у многих взрыв смеха». Белый, по словам мемуаристки, не был обескуражен такой реакцией слушателей, однако вскоре изменил свою манеру чтения.
Во время декабрьского вооружённого восстания Андрей Белый неожиданно пришёл в особняк Морозовых с револьвером за пазухой, чтобы справиться о благополучии хозяйки во время стрельбы и сражений. В 1906 году вместе с Белым стал приходить его друг Эмилий Карлович Метнер, музыкальный критик, будущий руководитель символистского издательства «Мусагет» и журнала «Труды и дни», старший брат композитора Николая Метнера. Благодаря знакомству с Белым М. К. Морозова сблизилась и подружилась с братьями Метнер. Разговоры с Андреем Белым стали потребностью Маргариты Кирилловны: «Слушать Бориса Николаевича было для меня совсем новым, никогда мной раньше не испытанным наслаждением. Я никогда не встречала, ни до, ни после, человека с такой, скажу без преувеличения, гениальной поэтической фантазией. Я сидела и слушала, как самые чудесные, волшебные сказки, его рассказы о том, что он пишет, или о том, что он думает писать. Это был действительно гениальный импровизатор. Помню, что особенно любимыми темами его были метели и зори, особенно закаты, похожие на „барсовую шкуру“».
Слушая увлекательную, образную символистскую речь поэта, Маргарита Кирилловна несколько разочаровывалась произведениями Белого при их чтении: «Местами они увлекали и захватывали, но цельности я в них не находила. И мне всегда казалось, что он ещё не нашёл полного и точного выражения всего, что рождалось в его гениальной фантазии». При этом Морозова сама себя безусловно относила к поклонникам символистского искусства. Развеселившийся поэт вёл себя в присутствии дамы довольно раскованно, порой, по словам Э. К. Метнера, «входил в транс», читая стихи лёжа на полу или спрятавшись под столом, но даже при этом мемуаристка настаивала на церемонно-вежливой манере поведения Андрея Белого, хотя экстравагантность поэта весьма досаждала её академически сдержанным старшим товарищам П. Н. Милюкову и Е. Н. Трубецкому, которые нередко попрекали Маргариту Кирилловну её молодёжными декадентскими связями.
Маргарита Кирилловна подчёркивает, что романтичное отношение поэта к ней не было взаимным, сердечной привязанности она к нему не испытывала. Но со временем юношеская приподнятая влюблённость Андрея Белого сменилась прочным дружеским чувством равноправных людей. Мемуаристка вспоминает, как поэт подтрунивал над причёской Морозовой, когда для торжественных случаев она надевала шляпу с перьями: «дама с султаном» или «дама с плюмажем». В этих случаях он говорил: «Гром победы, раздавайся» или «Славься сим (это плюмажем на шляпе), Екатерина, славься, славная жена». Она пишет, что в таких случаях «он начинает меня бояться, что я в этом виде выражаю: „общественное мнение не потерпит“, и „делай то-то и то-то, не делай того-то!“».
Она пройдёт — озарена:

Огней зарней, неопалимей…

Надежда Львовна Зарина

Её не имя, а «во-имя!…»

<…>

И вот идёт, огней зарнимей

Сама собой озарена.

Неся, как трэн, своё «во-имя», —

Надежда Львовна Зарина;

Вуали — лепетные слёзы;

Браслеты — трепетный восторг;

Во взорах — горний Сведенборг;

Колье — алмазные морозы;

Блеснёт, как северная даль,

В сквозные, веерные речи;

Летит вуалевая шаль

На бледно палевые плечи…
В своих воспоминаниях о Белом М. К. Морозова вскользь касается его отношений с родителями, которые, по её словам, не понимали дарования сына и не разделяли его мистико-символистских устремлений, считая их блажью, как и всё консервативно-профессорское окружение семьи Бугаевых. Поэт находил отдохновение в разговорах с Морозовой, которая нередко вызывала его на откровенность: в случае затруднений с Александром Блоком и Любовью Менделеевой. Морозова не одобряла последующего сближения Белого с Асей Тургеневой и сходилась в этом мнении с матерью поэта Александрой Дмитриевной, но, по словам Морозовой, А. Д. Бугаева очень резко касалась этого вопроса и поэтому не достигала цели.
Морозова была также в числе тех, кто не принял пылкое увлечение А. Белого и Аси Тургеневой учением антропософии Рудольфа Штайнера. Сам Белый в воспоминаниях пишет о разрыве в 1912 году с кругом Морозовой, с редакцией «Пути» и бегстве из России. Тем не менее, в последующие годы поэт очень дорожил дружбой с Морозовой, он познакомил её со своей второй женой К. Н. Васильевой, и дружба эта продолжалась до самой смерти Белого в 1934 году, хотя незадолго до самой смерти ранимый и мнительный поэт всё-таки обиделся на Маргариту Кирилловну, которая почему-то не смогла найти время для неотложного разговора с умирающим писателем.
Наталья Думова считает, что встреча с Морозовой оказала огромное воздействие на всё мироощущение Андрея Белого. В тот год он испытал, по его признанию, «мгновенный вихрь переживаний, мной описанный в поэме „Первое свидание“. С той поры совершенно конкретно открывается мне всё учение о Софии Премудрости Вл. Соловьёва, весь цикл его стихов к Ней; и моя глубокая и чистая любовь к М. К. М., с которой я даже не знаком и которую я вижу издали на симфонических концертах, становится символом сверхчеловеческих отношений… „Беатриче“, — говорил я себе; а что дама большая и плотная, этого не хотел я знать, имея дело с её воздушной тенью, проецированной на зарю и дающей мне подгляд в поэзию Фета, Гёте, Данте, Владимира Соловьёва». Маргарита Кирилловна ценила романтическую любовь, а затем и дружбу поэта. Об этом она говорила в письме 15 сентября 1909 года своей подруге Е. И. Полянской: его душа «нежная, тонкая до бездонности. Мне нужны такие души». За это она готова была простить ему его самые «безумные письма» и «лихорадочный бред».
Кроме «Второй (драматической) симфонии», а по времени написания это первое, дебютное произведение Белого, и мемуарной трилогии «На рубеже двух веков», «Начало века», «Между двух революций», в которой Морозовой отведено немало страниц, поэт двадцать лет спустя после первой встречи, в 1921 году, написал свою лучшую поэму «Первое свидание», где в образе Надежды Львовны Зариной изобразил М. К. Морозову. Он описывает в этом произведении «самое значительное, что случилось в его жизни» (В. П. Енишерлов). Таким образом, образ «подруги вечной» сближается с блоковским образом «Прекрасной Дамы», навеянным Блоку Любовью Менделеевой, считает исследователь поэзии Блока и Белого В. П. Енишерлов. Морозовой Белый посвятил многие строки «Кубка метелей» (Четвёртая симфония) 1904—1907 годов.

### Атмосфера салона Морозовой

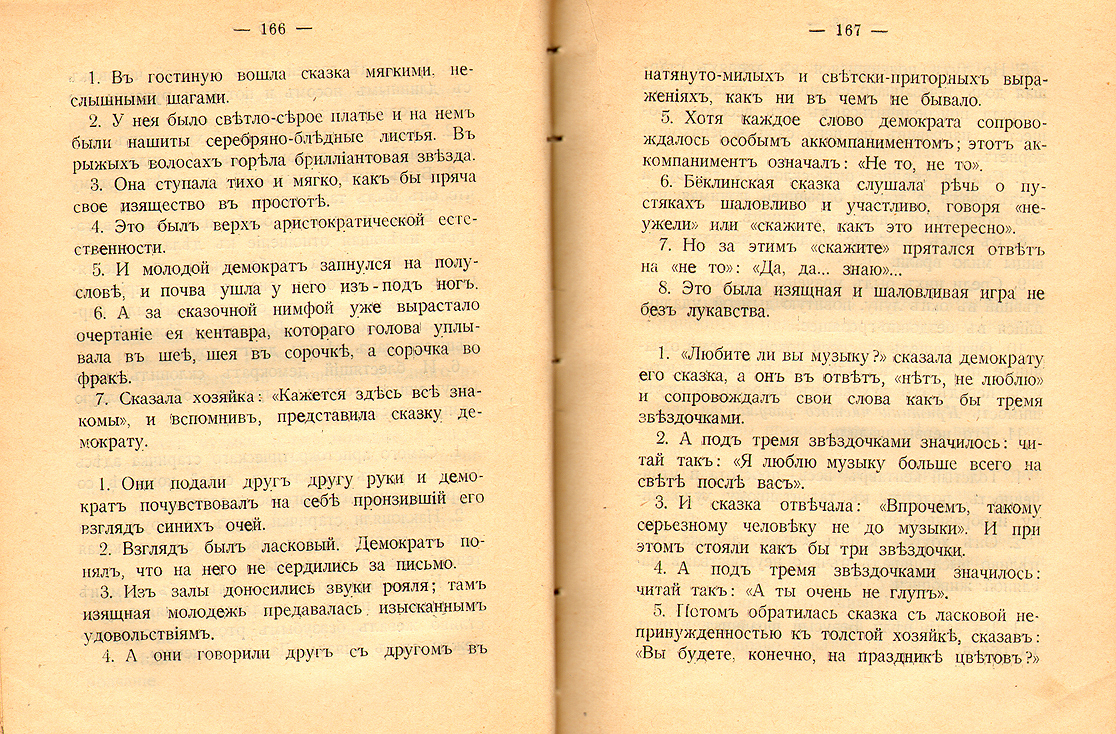
Во «Второй (драматической) симфонии» (1901) М. К. Морозова представлена в образе Сказки, а лирический герой Белого в образе Демократа

Маргарита Кирилловна оставила мемуары об Андрее Белом и сохранила его письма к ней, рассказывающие о взаимной дружбе двух людей. Белому, в свою очередь, принадлежат меткие характеристики московской меценатки и общая атмосфера салона Морозовой. Он пишет, что «будучи совершенно беспомощна в умении разобраться в течениях мысли, искусства, науки, общественности, Морозова обладала огромным умением мирить и приучать друг к другу вне её салона непримиримых и неприручимых людей». Особенность хозяйки состояла в том, что она установила у себя обязательную корректность дискуссий и терпимость друг к другу идейных антагонистов, встречавшихся у неё на философских диспутах. При этом гости подбирались таким образом, чтобы дать возможность высказаться представителям самых различных идеологических, политических, философских, культурных течений и устремлений, или, по словам Белого, «винегрет „старцев“, декадентов, философов школы Риккерта, поклонников старых икон…».
Заслуга Морозовой была в том, что пропасть отчуждения между старой академической средой и представителями новых модернистских течений в литературе была хотя бы отчасти преодолена: «при встрече нас, символистов, с Лопатиными, Трубецкими, Хвостовыми, Котляревскими господствовало благорастворение воздухов»; «так и сложилось, что сотрудники будущего издательства „Путь“ (Гершензон, Трубецкой, Булгаков, Бердяев, Рачинский) и члены редакции будущего „Мусагета“ (я, Эллис, Метнер, Степпун, Яковенко и т. д.) зажили в натянуто-дружественном, но тайно-враждебном (по устремлениям) соседстве».

Весной 1905 года получаешь, бывало, тяжёлый, сине-лиловый конверт; разрываешь: на толстой бумаге большими, красивыми буквами — чётко проставлено: «Милый Борис Николаевич, — такого-то жду: посидим вечерком. М. Морозова».
Мимо передней в египетском стиле идёшь; зал — большой, неуютный, холодный, лепной; гулок шаг; мимо, — в очень уютную белую комнату, устланную мягким серым ковром, куда мягко выходит из спальни большая-большая, сияющая улыбкой Морозова; мягко садится: большая, — на низенький, малый диванчик; несут чайный столик: к ногам; разговор — обо всём и ни о чём; в разговоре высказывала она личную доброту, мягкость; она любила поговорить о судьбах жизни, о долге не впадать в уныние, о Владимире Соловьёве, о Ницше, о Скрябине, о невозможности строить путь жизни на Канте; тут же и анекдоты: о Кубицком, о Скрябине, моющем голову… собственною слюной, чтобы не было лысинки (?!?); о Вячеславе Иванове (с ним М. К. в Швейцарии познакомилась до меня).— Андрей Белый. Начало века.
Белый нарочито утрирует рост Морозовой, чтобы добиться нужного эффекта для описания её характера: «огромного роста, она надевала огромную шляпу с огромным султаном; казалась тогда „великаншею“; если принять во внимание рост, тон „хозяйки салона“, — то она могла устрашить с непривычки; кто бы мог догадаться: она пугалась людей».

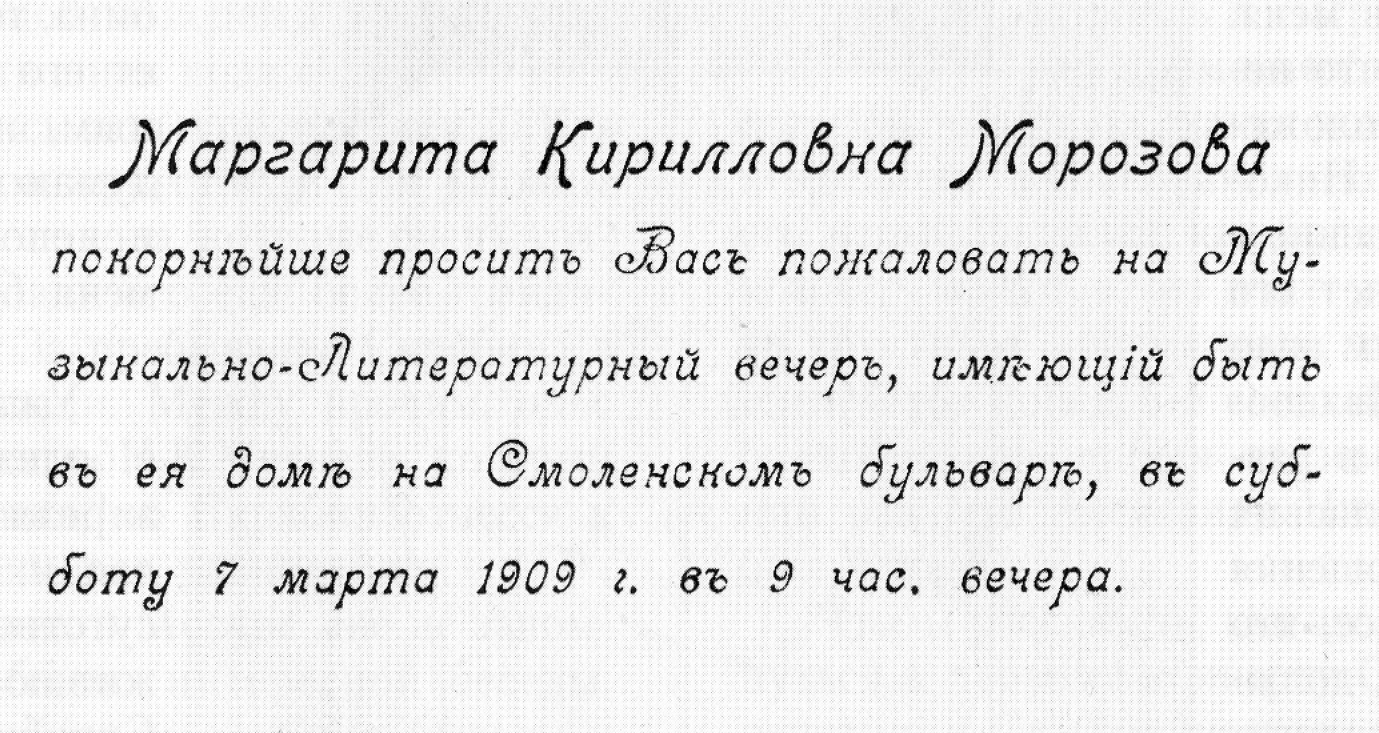
Пригласительный билет на вечер в литературно-музыкальном салоне М. К. Морозовой

Мягкая и уступчивая по натуре хозяйка салона сама избегала вступать в острые идеологические дискуссии, по словам Белого, её разговор с каждым посетителем заканчивался полным согласием с собеседником, будь то символист или противник символизма. Поэтому некоторые приглашённые гости пытались извлечь из таких вечеров выгоду в виде агитации Морозовой в пользу той или иной доктрины с целью заручиться её финансовой поддержкой. Таких устремлений не скрывал П. Н. Милюков, философы-неокантианцы пытались получить её согласие на финансирование журнала «Kantiana».
Однако Маргарита Морозова, как следует из воспоминаний Андрея Белого, не была избыточно добродушной. Он приводит случай, произошедший между ним и писателем Петром Боборыкиным. Престарелый писатель стал настойчиво напрашиваться в гости к Морозовой: «Сведите меня к Морозовой, Маргарите Кирилловне: я сочиняю роман; тема — богоискательство; у Маргариты Кирилловны — типы: Бердяев, Булгаков, Рачинский и прочие, нужные мне». Когда Белый передал просьбу Боборыкина Морозовой, он услышал категорический отказ предприимчивому романисту: «Ни за что!… знаю про Боборыкина: не оберёшься потом хлопотни: лишь пусти…» Не смогли добиться своего и неокантианцы А. В. Кубицкий и Б. А. Фохт. Меценатка проявила твёрдость в противодействии неокантианской доктрине в пользу религиозной философии авторов её издательства «Путь». В споре славянофильствующих «путейцев» с международным ежегодником «Логос», за которым стояло издательство «Мусагет» — Э. К. Метнер, Ф. А. Степун, С. И. Гессен, Б. В. Яковенко, стоявшие на позиции «наднационализма в философии»,— симпатии Морозовой также были на стороне «своего» издательства.
Философско-литературные дискуссии перемежались чаепитием и музыкой. Музыкальное сопровождение чаще всего предоставляла В. И. Скрябина, реже за роялем играли Р. М. Фохт-Сударская, жена Б. А. Фохта, и композитор Н. С. Жиляев.

## После смерти мужа

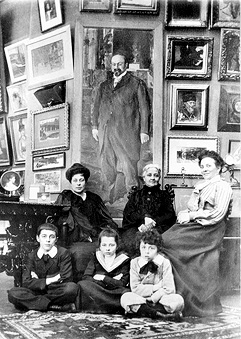
Семья Маргариты Кирилловны на фоне портрета М. А. Морозова

Перед смертью Михаил Абрамович составил завещание, по которому сделал Маргариту Кирилловну наследницей трёхмиллионного состояния. Взятая некогда «за красоту» бесприданница стала самостоятельным действующим лицом отечественной культуры и духовной жизни России. Спустя три месяца после смерти Михаила Абрамовича, в январе 1904 года, родилась последняя его дочь — Маруся. Весной этого же года Маргарита вместе со всеми четырьмя детьми уехала на год в Швейцарию, где её застали сообщения о начавшихся в России волнениях. Молодость и самый беззаботный и счастливый промежуток её жизни на этом закончился. В Швейцарии Маргарита Кирилловна поддерживала отношения с известным коллекционером С. И. Щукиным, братом покойного мужа И. А. Морозовым, Любовью Бакст, супругой Л. С. Бакста и дочерью П. М. Третьякова, В. И. Якунчиковым и его супругой — Зинаидой Николаевной (урожд. Мамонтовой), с хирургом-гинекологом профессором В. Ф. Снегирёвым. В Женеве Морозова познакомилась с супругами Вячеславом Ивановым и Лидией Зиновьевой-Аннибал.
После возвращения в Москву молодая вдова пыталась найти себя в активной и общественно полезной деятельности. В марте 1905 года дом Морозовой превратился из очага культуры в центр общественной жизни: здесь устраивали чтения о различиях европейских и американской конституций, о социализме, на которых выступали П. Н. Милюков, В. С. Серова, мать художника Валентина Серова, А. Ф. Фортунатов, А. А. Кизеветтер, князь Г. Е. Львов, Д. С. Мережковский и даже (10 апреля) функционеры московской организации РСДРП, о чём в Департамент полиции 21 мая был сделан соответствующий доклад чиновника охранного отделения.
Поскольку дискуссии вокруг этих лекций приняли довольно бурный характер, Морозова решила прекратить у себя многолюдные собрания, на которые собирались в том числе и некоторые нелегальные оппозиционеры. Андрей Белый позднее вспоминал об атмосфере в особняке Морозовой: «Весной 1905 года она искала самоопределения, или, верней, искала, чтобы её самоопределили; дом её в весенние месяцы напоминал арену для петушиных боёв; Фортунатов и Кизеветтер читали ей лекции о конституции; но и бундисты сражались с социал-демократами меньшевиками; я был на одном из таких побоищ, кончившихся крупным скандалом (едва ли не с приподыманием в воздух стульев), скоро московские власти запретили ей устраивать домашние политические митинги с продажей билетов».
Биограф Наталья Думова (со ссылкой на путеводитель Ю. А. Федосюка «Москва в кольце Садовых») также упоминает факт проведения в её доме нелегального собрания большевиков. Другие источники ничего не сообщают о подобном событии. Недоразумение может быть связано с тем, что собрания большевиков в 1905 году проходили в доме свекрови В. А. Морозовой, о чём позднее писала её дочь Н. В. Морозова-Попова, вспоминавшая И. И. Скворцова-Степанова, профессора истории Н. Л. Рожкова (Н. А. Рожкова ?), К. К. Покровского (М. Н. Покровского ?), С. И. Мицкевича, собиравшихся в течение некоторого времени.
Но как только появилась идея созыва очередного земского съезда именно в Москве, Морозова начала хлопотать о разрешении провести этот съезд у себя дома, для чего заручилась поддержкой своего в прошлом опекуна и московского генерал-губернатора А. А. Козлова, при этом он разрешил проведение съезда несмотря на телефонный запрет из столицы от товарища министра внутренних дел Д. Ф. Трепова. На съезд собралось около 300 делегатов. Заседания проходили под председательством графа П. А. Гейдена. Профессор Московского университета С. Н. Трубецкой от имени съезда предполагал обратиться к императору Николаю II с воззванием, проект которого критиковали справа Д. Н. Шипов и слева П. Н. Милюков.

### Эпизод с П. Н. Милюковым

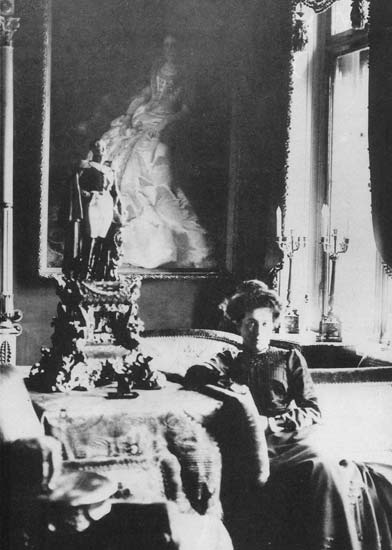
М. К. Морозова в гостиной дома на Смоленском бульваре на фоне портрета В. А. Морозовой (свекрови Маргариты Кирилловны) работы художника К. Е. Маковского

Форум происходил 24—25 мая, менее чем за полгода до манифеста 17 октября и образования партии октябристов, куда вошёл Д. Н. Шипов, и Конституционно-демократической партии, куда вошёл П. Н. Милюков. Сергей Трубецкой вскоре умер от инсульта, едва успев стать в начале сентября первым выборным ректором Московского университета. Исследователь В. И. Кейдан считает, что летом 1905 года произошло кратковременное взаимное увлечение П. Н. Милюкова М. К. Морозовой, его углублению помешало последующее развитие отношений Маргариты Кирилловны с князем Евгением Трубецким. Как писал Милюков, ему было поручено «руководить ориентацией хозяйки в чуждом ей лабиринте политических споров». Милюков оставил довольно подробные воспоминания о морозовском доме, беседах с хозяйкой. Его оценка этого эпизода собственного увлечения несколько иронична.
Мемуарист начинает с убранства дома: «Великолепный зал, отделанный в классическом стиле, эффектная эстрада, нарядные костюмы дам на раззолочённых креслах, краски, линии — все это просилось на историческую картину. Картина и была задумана, не знаю, хозяйкой или художником. Пастернак принялся зарисовывать эскизы и порядочно измучил меня для фигуры говорящего оратора на эстраде». Затем Милюков переходит к подробному изложению бесед с хозяйкой, после которых искушённый политик, бывший старше своей собеседницы четырнадцатью годами, признаётся, что «у меня отнюдь не было повода почувствовать себя в роли ментора. Скорее я был в роли испытуемого — и притом провалившегося на испытании».

Очаровательная хозяйка дома сама представляла интерес для знакомства тем более, что со своей стороны проявила некоторый интерес к личности оратора. Несколько дней спустя я получил визит её компаньонки, которая принесла пожертвование в несколько тысяч на организацию политической партии <…> Наконец, она пригласила меня побеседовать с ней лично. Беседы начались и вышли далеко за пределы политики, в неожиданном для меня направлении. Я был тут поставлен лицом к лицу с новыми веяниями в литературе и искусстве, с Москвой купеческих меценатов. Это был своего рода экзамен на современность в духе последнего поколения <…> и везде мне приходилось не только пасовать, но и становиться к ним в оппозицию.
— Милюков П. Н. Воспоминания. — Т. I. Ч. 6. Революция и кадеты (1905—1907).
Далее Милюков излагает содержание философских дискуссий с Маргаритой Кирилловной, где он вынужден был защищать «позитивизм» и «критицизм» Фридриха Ланге, в то время как его собеседница сразу апеллировала к Шопенгауэру. По мнению Милюкова, её интересовал мистический элемент в метафизике, который его особенно отталкивал. Тот же мистический элемент, по словам мемуариста, интересовал Морозову и в музыке, «очарование недоступной профанам тайны» под воздействием взглядов на музыку А. Н. Скрябина. В области новейших литературных веяний Морозову, по свидетельству Милюкова, более всего волновал символизм.

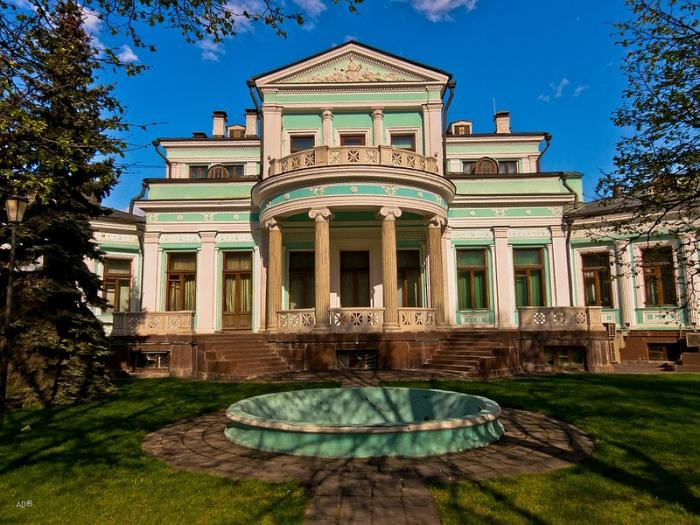
Особняк Морозовых на Смоленском бульваре. В 1910 г. продан чаеторговцу К. К. Ушкову

В центре восторженного поклонения М. К. находился Андрей Белый. В нём особенно интересовал мою собеседницу элемент нарочитого священнодействия. Белый не просто ходил, а порхал в воздухе неземным созданием, едва прикасаясь к полу, производя руками какие-то волнообразные движения, вроде крыльев, которые умилённо воспроизводила М. К. Он не просто говорил: он вещал, и слова его были загадочны, как изречения Сивиллы. В них крылась тайна, недоступная профанам. Я видел Белого только ребёнком в его семье, и всё это фальшивое ломанье, наблюдавшееся и другими — только без поклонения, — вызывало во мне крайне неприятное чувство.
— Милюков П. Н. Воспоминания. — Т. I. Ч. 6. Революция и кадеты (1905—1907)
Об изобразительных искусствах разговоры не велись. Историк лишь бегло упомянул широкий коридор морозовского дворца, представлявший целую картинную галерею, на которую он с завистью взирал. О кратковременном интересе друг к другу двух людей известно в основном со слов самого П. Н. Милюкова. Маргарита Кирилловна в своей личной переписке иронично называла его Штольцем в противоположность Трубецкому-Обломову. Он подвёл в целом неутешительный итог этого своеобразного экзамена на психологическую и идеологическую совместимость, устроенную ему Морозовой. «Был один предмет, которого мы не затрагивали вовсе: это была политика, к которой новые течения относились или нейтрально, или отрицательно. <…> Вероятно поэтому и интерес к беседам ослабевал у моей собеседницы по мере выяснения противоположности наших идейных интересов. В результате увлекательные tet-a-tet’ы в египетской зале дворца прекратились так же внезапно, как и начались», — заключает свои размышления мемуарист.

## Морозова и философы

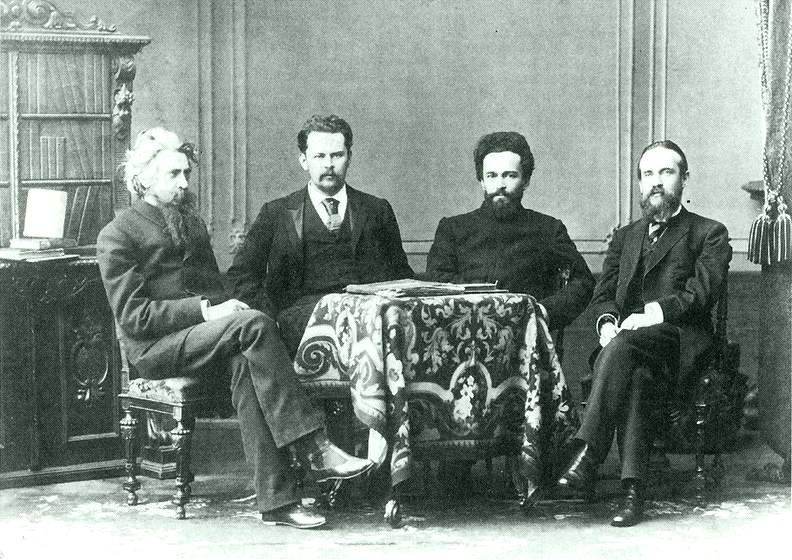
Редакция журнала «Вопросы философии и психологии»: В. С. Соловьёв, С. Н. Трубецкой, Н. Я. Грот и Л. М. Лопатин

Знакомство с князем Сергеем Николаевичем Трубецким произошло в 1902—1903 годах благодаря Александру Скрябину. Скрябин считал себя учеником Трубецкого, а тот руководил философским чтением композитора. Сближение Морозовой с младшим братом Сергея Николаевича — Евгением — произошло позднее, после Всероссийского съезда земских деятелей, происходившего в её доме на Смоленском бульваре в мае 1905 года. Активное участие в делах съезда Евгений Николаевич принимал наряду с Сергеем Николаевичем. Братья Трубецкие были дружны с философами Владимиром Соловьёвым (умер в 1900 году), Л. М. Лопатиным и входили в костяк Московского психологического общества (его членом был и А. Н. Скрябин). Общество имело свой орган — журнал «Вопросы философии и психологии», субсидировавшийся купцом Алексеем Алексеевичем Абрикосовым. Журнал был единственным сугубо философским периодическим изданием, издававшимся в России. Маргарита Кирилловна также начала отпускать свои средства на издание этого журнала. И после революции она по-прежнему принимала участие в делах Московского психологического общества, состоя с 1921 года его казначеем.
В ноябре 1905 года было организовано «Московское религиозно-философское общество памяти Владимира Соловьёва» (МРФО). Членами-учредителями общества, кроме Маргариты Кирилловны, значились С. Н. Булгаков, князь Е. Н. Трубецкой, Н. А. Бердяев, С. А. Котляревский, Л. М. Лопатин, священник П. П. Поспелов, Г. А. Рачинский, А. В. Ельчанинов, В. П. Свенцицкий, П. А. Флоренский и В. Ф. Эрн — цвет русской религиозной философии. Морозова принимала непосредственное участие в работе общества наряду с князем Евгением Трубецким. Работа в обществе сблизила Маргариту Кирилловну с Львом Михайловичем Лопатиным, о котором мемуаристка оставила подробные воспоминания. «Я очень близко знала Л. М. и очень его любила», — писала она на склоне лет.

Глаза Л. М. также загорались, когда он рассказывал свои «страшные рассказы» за чаем или за ужином. Эти «страшные рассказы» все очень любили. Кроме самих рассказов, привлекала всегда удивительная русская речь Л. М. и игра его выразительных глаз при передаче всех «ужасов». Ужасы всегда заключались в явлениях души умершего, причём душа являлась в самой будничной, домашней обстановке, являлась она близким и родным и говорила крикливым, резким, пронзительным голосом.— Морозова М. К. Мои воспоминания // Наше наследие. — 1991. — № 6. — С. 104.
По её мнению, Лопатин в качестве главного представителя философской науки в Москве не оказывал серьёзного влияния на учащуюся молодёжь своего времени. Она писала об эпизоде, связанном с возможным приездом в Москву французского философа Анри Бергсона, и о том противодействии, которое оказал этому Лев Лопатин в качестве главы московских философов, поскольку приём европейской знаменитости был сопряжён с обременительными для флегматичного Лопатина хлопотами по приёму на французском языке. Раздосадованная апатичностью своего инертного друга-философа, Маргарита Кирилловна приняла решение в своём доме организовать в частном порядке «Философский кружок» и дать прибывающим из-за границы философам возможность публично выступить. Такой возможностью у неё воспользовались Б. В. Яковенко и Соломон Лефшец. Я. В. Морозова предполагает, что этот «Философский кружок», о котором упоминает в своих мемуарах Маргарита Кирилловна, и был «Московским религиозно-философским обществом», только его создание она относит к 1906 году.

## Любовь к Евгению Трубецкому

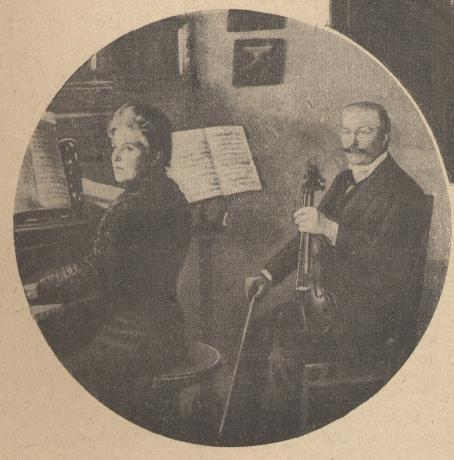
П. Н. Милюков: «Я было обрадовался, узнав, что М. К. — пианистка, и в простоте душевной предложил ей свои услуги скрипача, знакомого с камерной литературой. Я понял свою наивность, узнав, что интерес М. К. сосредотачивается на уроках музыки, которые она берёт у Скрябина. Я не имел тогда понятия о женском окружении Скрябина, так вредно повлиявшем на последнее направление его творчества и выразившемся в бессильных попытках выразить в музыке какую-то мистически-эротическую космогонию»

С философом и публицистом Евгением Трубецким Маргарита Кирилловна познакомилась вскоре после возвращения из Швейцарии весной 1905 года, вероятнее всего, в конце мая. На какой почве происходило их сближение, неизвестно. Факты говорят о том, что Евгений Трубецкой принимал участие в деятельности Всероссийского съезда земских деятелей, проходившего в мае 1905 года у неё в доме. А в письме от 4 августа из Биаррица Маргарита Кирилловна самые интимные подробности своей жизни сообщает ближайшей подруге (мамочке) Елене Полянской: «Я „его“ люблю очень глубоко и не расстраивайтесь этим, а радуйтесь». Из этого же письма становится ясным, что она давно была внутренне готова к новому чувству: «Я пожила внутренней жизнью, почитала, подумала, отдохнула, но теперь довольно. Мне хочется жизни и деятельности». Возможно, это сближение произошло за границей, именно в Биаррице:

…мы слишком близки. Особенно мы пережили сильные и какие-то священные минуты здесь, за границей. Победу я предполагаю только в том, что угаснет такое острое желание, но сохранится то светлое с ним, что мне так дорого и незаменимо. Это зависит от его сил и от моих. Конец будет, если даже и будет известное событие, но будет потеряна светлая небесная сторона всего. Уверяю Вас, что у меня даже волосы поседели, так я здесь мучилась. Я предполагаю для себя возможным теперь в крайнем случае, какого-нибудь другого человека, чтобы только успокоить эту бурю.— М. К. Морозова, письмо Е. И. Полянской, <4.8.1905. Биарриц — Москва>.
«Другой человек» — это, по мнению В. Кейдана, П. Н. Милюков. Чтобы проверить свои чувства к Трубецкому, Морозова решает поближе познакомиться с известным историком и будущим лидером кадетов. Она как будто всё ещё выбирает, кого ей предпочесть, Милюкова (Штольца) или Трубецкого (Обломова), но главный выбор в пользу преодоления одиночества уже сделан: «Насчёт Обломова и Штольца Вы правы и неправы. Житейски это так, Штольц мог бы мне многое дать, но никогда не мог бы дать того, что может дать „он“. Кроме „него“ может только Христос». Итак, М. К. Морозова доверилась своему чувству беззаветно и осталась ему верна несмотря на то, что никогда не испытывала недостатка в поклонниках. Под влиянием князя Евгения Николаевича Трубецкого (или, вернее, ради него) она стала интересоваться общественно-политическими вопросами. Она изучала труды Лотце, Канта, В. С. Соловьёва, «Систему трансцендентального идеализма» Шеллинга с тем, чтобы не быть скучной своему избраннику и при случае обнаружить свою культурную осведомлённость. По взаимной договорённости ими было предпринято в Москве издание еженедельной общественно-политической газеты «Московский еженедельник». Газета начала выходить в марте 1906 года при поддержке М. К. Морозовой и издавалась до конца августа 1910 года.
Милая Маргарита Кирилловна

Посылаю Вам Евангелие от Св. Иоанна и «Мелкий бес» и с этими двумя противуположностями посылаю Вам ещё крепкий сердечный поцелуй.

Много мы обе за эту зиму перечувствовали и переживали, могли друг от друга оттолкнуться и друг друга чуждаться, но мы лично ближе узнали друг друга, и то чувство, которое могло бы нас разъединить, нас сблизило, мы соединились на хорошем, высоком и чистом чувстве, и я верю, что наше с Вами сближение глубоко.

От души обнимаю Вас. Дай Вам Бог хорошо провести это лето и дай Вам Бог душевного мира.

Любящая Вас Вера Трубецкая
За эти годы отношения издательницы и редактора претерпевали изменения, вызываемые периодом охлаждения и вспышками чувств, но при этом всегда оставались отношениями двух близких людей. В письмах 1906 года Евгений Николаевич ещё сдержанно и по-деловому обращается к Морозовой на «вы», а уже в последующие годы тон писем исключительно дружеский и задушевный. Он называл свою корреспондентку не иначе как «милая и дорогая моя Гармося», делился с Морозовой своими творческими и семейными планами, спрашивал её совета, искал у неё поддержки в своих духовных исканиях. В тон ему отвечала и Маргарита Кирилловна: «Ангел мой Женичка!», «Дорогой, милый, бесценный мой!», «Целую тебя крепко и нежно…». Но Трубецкой был старше Маргариты Кирилловны, он был в браке уже в течение двадцати лет, имел троих детей и не хотел бросать семью (П. Н. Милюков также был женат).
Как явствует из сообщений Трубецкого, жена Вера Александровна (урождённая княжна Щербатова, дочь московского городского головы) знала о его отношениях с красавицей-меценаткой и весьма болезненно реагировала на их связь. Она знала всё из рассказов мужа, принципиально избегавшего пошлости обывательских измен, обманов и склок. Более того, по словам Трубецкого, она желала встречи с Маргаритой Кирилловной и объяснений с ней. Защищая жену, он так писал о ней Морозовой: «Она повторяет, что хочет Вас видеть! Боже мой, за что я так избалован любовью! <…> А должны мы с Вами вместе подумать, как бы волос не упал с её головы; без этого ни Вам, ни мне нет благословения… Помните, что для неё я — всё».
Маргарите Кирилловне также претили лицемерие и ложь вульгарного адюльтера, она искренна в своих чувствах: «А неужели Вам хотелось бы, чтобы моя жизнь разрешилась буржуазно-благополучной связью с обманом. Чтобы моя душа на этом остановилась! <…> С Штольцем это возможно. А здесь, где вся моя душа, и вдруг в её святыню — ложь и обман! — Никогда!», — пишет она подруге. Своё чувство она переживала трагично: «Никогда не суждено мне иметь двух радостей: быть твоей перед Богом и увидеть дитя, в котором соединились бы чудесным образом твои и мои черты! От нашей любви ничего не останется!» — писала она Трубецкому.

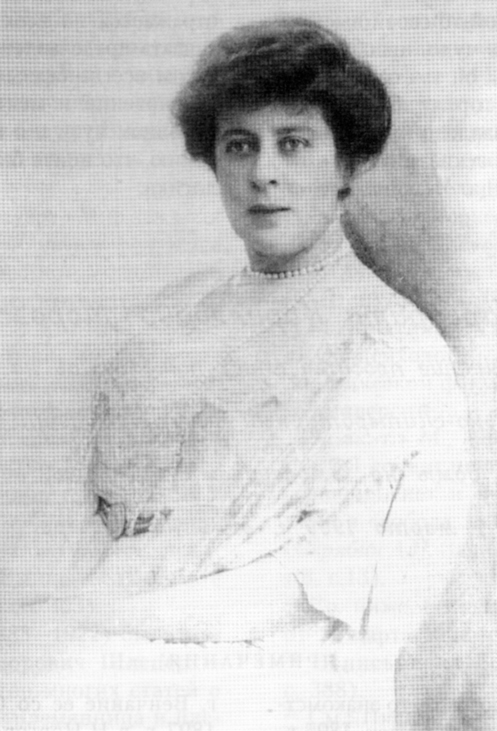
Маргарита Кирилловна в 1910-е годы

В минуты отчаяния и одиночества ей приходили мысли разорвать этот треугольник, покончить со своей «греховностью» и даже объясниться с женой Трубецкого, чтобы иметь возможность начать жить заново: «Мне очень гадко, ангел мой, мамочка! Я в Москве одна в пустом доме и одна, одна! Чувствую себя на развалинах с такою любовью построенного здания! Я одна и вот опять Вам пишу, <…> чтобы не видеть этого мрака одиночества!» Постепенно Маргарита Кирилловна приходит к мысли, что нужны решительные перемены в её жизни: «Нужно изменить своё чувство! Это всё Бог меня наказывает за грешные пожелания!» В письмах она в отчаянии умоляет Евгения Николаевича: «Я буду приносить все жертвы, я хочу одну минутку, одну маленькую минутку радости, моей радости в жизни! Подумай только, ведь это единственная моя минута, когда я живу — это с тобой! Но только совсем, совсем с тобой, одной с тобой в целом мире, хотя на минуту! Я знаю, что за это всё отдам и всё вынесу!». Но ответом ей было длинное рассуждение о христианской этике: «С грехом у Бога не может быть никаких сделок и компромиссов: тут кладутся законы безусловные».
Но ситуация, когда из философского принципа отрицания греховности Трубецкой позволял себя любить обеим женщинам, не устраивала ни одну из них. «Неинтересно быть второй любимой женщиной… <…> Хотела бы быть единственной», — писала Маргарита Кирилловна. И тогда, чтобы снять напряжённость и успокоить ревность Веры Александровны, переломив ход событий в свою пользу, Морозова решила закрыть газету «Московский еженедельник» якобы из-за финансовых проблем. В действительности она делала это, чтобы смягчить страдания Веры Трубецкой. Этот вывод исследователя Александра Носова прямо противоречит несколько прямолинейному выводу прежних советских историков об истинных причинах закрытия газеты, согласно которому финансовая несостоятельность «Московского еженедельника» происходила от банкротства либерализма на фоне «острой классовой борьбы в стране». Морозова жертвовала регулярными встречами со своим «редактором» (работа редакции происходила также под крышей морозовского особняка), поскольку, задумав новое совместное издание, решила вернуть Трубецкого в семью, оставив себе лишь возможность личной переписки с ним. Обоснованием своего неостывающего чувства к Трубецкому стала её мысль: «Наша любовь нужна России».
Таким необычным образом одним из выдающихся итогов этой, по выражению А. А. Носова, «беззаконной любви» стало московское издательство «Путь» по выпуску религиозно-философской литературы. Оно начало свою работу ещё в феврале — марте 1910 года. Номинально князь Трубецкой в издательских делах «Пути» был равноправен по отношению к другим членам-учредителям издательства, фактически же его голос подчас становился определяющим. Так, например, произошло при обсуждении издательской концепции и политики книгоиздания. В итоге здесь увидели свет работы Владимира Соловьёва, Н. А. Бердяева, С. Н. Булгакова, Е. Н. Трубецкого, В. Ф. Эрна, П. А. Флоренского. М. О. Гершензон выпустил в нём сочинения П. Я. Чаадаева и И. В. Киреевского. Здесь же печатались работы В. Ф. Одоевского, С. И. Щукина, А. С. Глинки, С. Н. Дурылина. Первой книгой, выпущенной издательством, стал сборник статей «О Владимире Соловьёве». Как пишет исследователь творчества Е. Н. Трубецкого А. А. Носов:

Их роман разворачивался в культурной парадигме века минувшего: переживаемое ими чувство было для своего времени слишком искренно, глубоко, цельно, а главное, оно было слишком подлинно; и в нём отсутствовало именно то, на что XX век предъявлял особый спрос, — собственно литературность, игра, всегда предполагающие зрителя, пусть и единственного. Нельзя сказать, что они остались совершенно невосприимчивы к «ядовитым туманам» и «дионисическим экстазам» русского декаданса (в большей степени им была подвержена М. К.), но если бы им суждено было стать литературными героями, то героями классического романа; об их любовной драме, возможно, смог бы рассказать автор «Былого и дум». Но классический роман ушёл вместе с породившим его веком, а новое столетие просто утратило тот язык, который требовался для такого повествования.
— Носов А. А. «Наша любовь нужна России…» // Новый мир. — М., 1993. — № 9.

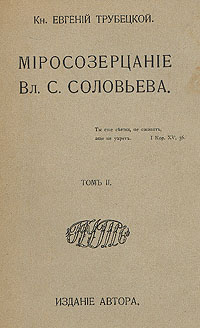
Е. Н. Трубецкой в издании «Пути». Ремарка Издание автора призвана отделить его от С. Н. Булгакова и других «путейцев»

Маргарита Кирилловна и Евгений Николаевич тщательно скрывали свои отношения от окружающих, хотя из письма Морозовой к Е. И. Полянской 20 июля 1908 года можно понять, что одиночество молодой, состоятельной и красивой женщины вызывало естественные вопросы у окружающих: «Как мне досадно, что все Вам пишут об „этом“, о моём личном!» Невозможность брака тяготила их обоих. Двусмысленное положение порождало размолвки и непонимание. В том же письме своей подруге Морозова неоднократно сетует на характер своего возлюбленного: «У „него“, по-моему, очень тяжёлый, замкнутый и памятливый характер»; «Я к нему с добром и самоотверженьем, а он с гордостью, женой и самолюбием! Не легко это. Хотя он прав, но тогда зачем он влез во всё это?»
1910 год во многом стал переломным для них, в большей степени для Маргариты Кирилловны. В этот год она многое вынуждена была переменить в своей жизни. Большую часть коллекции мужа она передала в Третьяковскую галерею. Она продала роскошный особняк на Смоленском бульваре и переехала в более скромный дом в Мёртвом переулке. Она отказалась от издания «Московского еженедельника» и основала издательство «Путь»; и самое главное, она приняла решение прекратить регулярные встречи с Евгением Трубецким, давая покой его семье. Но и это было не всё. Трубецкой большую часть своего времени жил в имении Бегичево Калужской губернии, М. К. Морозова жила в Москве. В 1909 году она приобрела имение-дачу Михайловское неподалёку от Бегичева. Все эти решения были тесно связаны друг с другом и были тщательно продуманы ею. С этого момента переписка с любимым становится едва ли не самым важным делом её жизни. Но, отдалившись от Трубецкого по его собственному настоянию, Морозова почувствовала себя ещё более одинокой, чем раньше.
C 1909 года интенсивность их переписки значительно возросла: с июня по 20 августа 1909 года Морозова написала Трубецкому около 60 писем, то есть примерно два письма каждые три дня. Но среди её корреспондентов, кроме Трубецкого, были А. В. Кривошеин, Андрей Белый, П. Н. Милюков, С. Н. Булгаков, А. Н. Скрябин, В. А. Серов. Внушительное по объёму эпистолярное собрание Морозовой сопоставимо с её заслугами перед отечественной культурой, «памятник не меньшего культурного значения, нежели профинансированный ею журнал „Московский еженедельник“ или десятки книг, выпущенных в учреждённом ею книгоиздательстве „Путь“», как писал об этом журнал «Наше наследие».
Сама благотворительница при этом не злоупотребляла своим положением и не пыталась испытать свои возможности в качестве мыслителя или хотя бы просто публициста. Это также говорило о её вкусе и такте общественного и культурного деятеля. Творческая сущность Маргариты Кирилловны в полной мере нашла себя в эпистолярном жанре, в особенности, в письмах к Е. Н. Трубецкому.

Истинным «предметом» её творческих усилий была любовь — долгая, преданная, беззаконная, а потому безысходная, ищущая своего философского «смысла» и «оправдания» (в традиции опять-таки соловьёвских «смысла любви» и «оправдания добра»). Письма М. К. Морозовой князю Е. Н. Трубецкому — конечно же не love story в интерьерах Серебряного века <…>, и не только памятник глубокому и искреннему чувству конкретного человека: это, наверно, самый пространный, самый интимно пережитый религиозно-философский трактат о любви, когда-либо появлявшийся в истории русской культуры и русской мысли.— Письма Маргариты Кирилловны Морозовой. Предисл. Александра Носова. // Наше наследие. — 2000. — № 52. — С. 91.

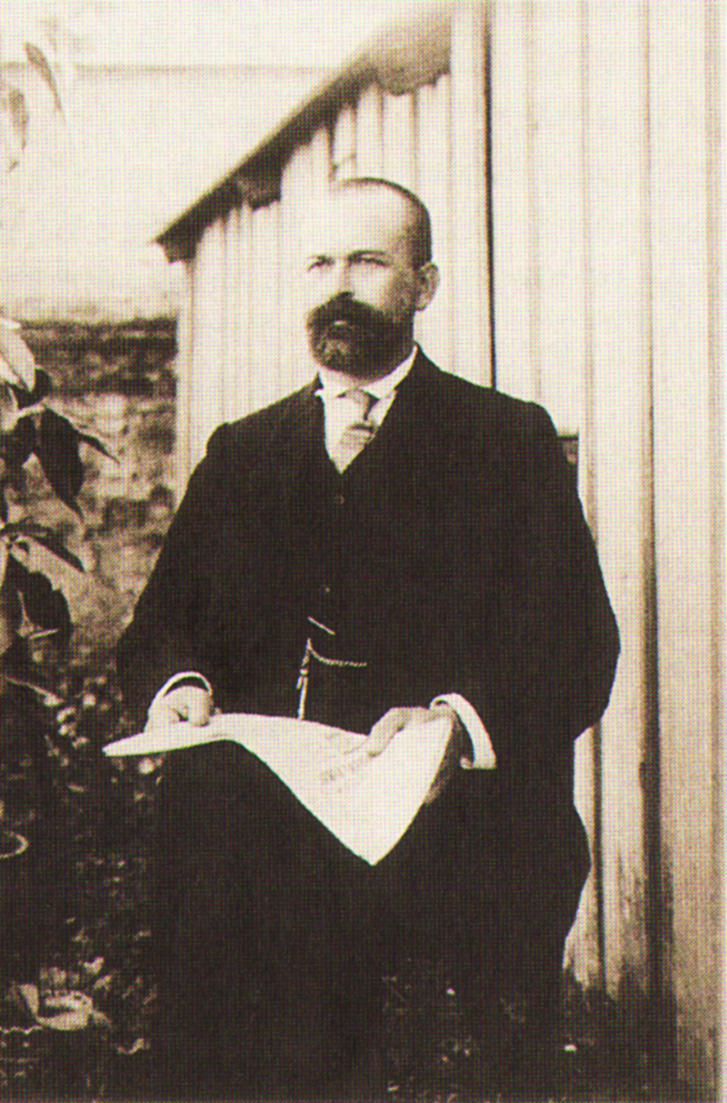
Евгений Николаевич Трубецкой — средний из братьев Трубецких

Многолетняя переписка Морозовой и Трубецкого (с 1906 по 1918 год) содержит несколько сот писем (общее количество переписки Морозовой приближается к десяти тысячам писем). Об истинных отношениях двух этих людей не было бы ничего известно, если бы Маргарита Кирилловна незадолго до смерти не передала свой архив (несколько тысяч писем) в библиотеку имени Ленина — ГБЛ. Интенсивность переписки говорит о том, что оба, вынужденные жить в разлуке, все свои чувства вкладывали в почти ежедневные послания. Незначительная часть писем была опубликована в журнале «Новый мир» (1990, 1993).
Исследователь Александр Носов делает наблюдения над эпистолярным поведением Трубецкого и Морозовой:

Письма Е. Н. написаны мелким, аккуратным почерком, чёрными чернилами; стандартный почтовый листок обычно до конца не дописан. Почерк М. К. крупный, размашистый, чернила синие или фиолетовые. Бумага с вензелем «ММ» исписана полностью, слова в конце строки загибаются вниз. Стандартного листа часто не хватает, и текст продолжается на маленьких листочках, которых иногда бывает по нескольку в одном письме. Заключительные фразы с трудом втискиваются на бумажное поле, постскриптумы порой пишутся поперёк уже написанного текста. Абзацев М. К. никогда не соблюдала.— Носов А. А. «Наша любовь нужна России…» // Новый мир. — 1993. — № 9.
Письма приходили либо по адресу, либо «до востребования». Часть последних не сохранилась.
Отношения двух людей прервала революция и Гражданская война. Маргарита Кирилловна выступала против вхождения князя в активную политическую жизнь: «Брось всё это! Для политики надо быть Милюковым… или Керенским, тогда стоит всё отдать этому». Однако, несмотря ни на что, Евгений Николаевич в 1918 году примкнул к Белому движению, простился напоследок с Маргаритой Кирилловной под Москвой и умер от тифа под Новороссийском в 1920 году.

### Философско-интимная дискуссия о пантеизме Вл. Соловьёва и философии Эроса

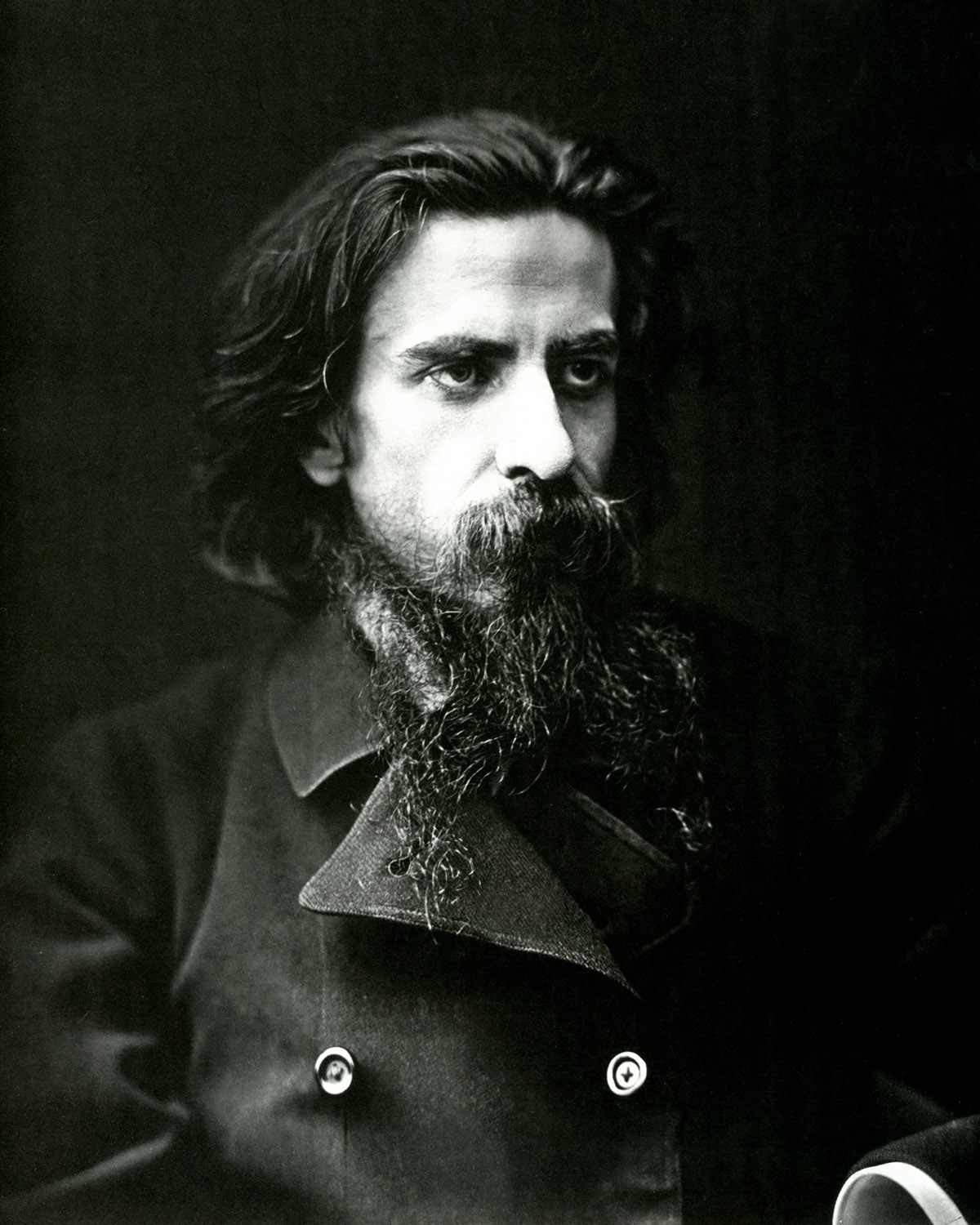
Владимир Соловьёв. Фото П. С. Жукова

Жалобы Морозовой на свою участь второй любимой женщины не совсем верны. Трубецкой, делясь своими творческими планами, наиболее откровенен был именно в письмах к Маргарите Кирилловне. Особенно сильно это сказалось в период работы над капитальным трудом философа «Миросозерцание Вл. С. Соловьёва» (1909—1913), до сих пор считающегося наиболее развёрнутым критическим анализом соловьёвского наследия. Биограф Трубецкого замечает, что его переписка с меценаткой запечатлела «самые тонкие нюансы духовных, творческих и интеллектуальных исканий и сомнений, пережитых и испытанных Трубецким за годы работы над книгой „Миросозерцание Вл. С. Соловьёва“».
По мнению А. А. Носова, новое исследование Трубецкого было адресовано трём категориям читателей: коллегам-оппонентам из издательства «Путь», всем остальным читателям, интересующимся личностью знаменитого философа, и Маргарите Морозовой в единственном числе, причём только Морозова могла вполне оценить истинную подоплёку философии Эроса, подробно развиваемую в книге. Она же стала первой читательницей и первым критиком труда Трубецкого. Без её замечаний книга была бы невозможна в том виде, в котором она была опубликована автором, но это был не властный диктат владелицы издательства, а уникальные по форме дружеские рекомендации коллеги-философа и одновременно возлюбленной. Ещё летом 1910 года Трубецкой говорил, что эта работа имеет неповторимый интимный смысл для двоих: «Всегда я в этой работе нахожу утешение, потому что она — плод всей моей духовной жизни и потому что она затрагивает смысл моих с тобой отношений».
Биограф пишет, что влияние «неинтеллигентной» дамы на формирование текста непростой научной работы кажется невозможным, парадоксальным. Тем не менее, в этом конкретном случае текст явился результатом «болезненного и острого интимно-творческого диалога» двух этих любящих друг друга соавторов. Их письма 1909—1913 годов представляют собой непрерывный спор по поводу едва ли не каждой главы книги, при этом издательница выступает в данном споре на равных, во всяком случае, не менее убедительно, чем профессор Московского университета.

В основе своей «Оправдание добра» — чисто эротическая этика в плохом смысле этого слова, так как она написана сквозь призму мечты об андрогине. Вся нравственность для С<оловьёва> в зерне — в половом стыде; вся же сущность полового стыда — в отвращении от «ложного», то есть естественного соединения полов. Может ли быть хороша этика, построенная на такой основе и которая возводит в центральное дело человека ощущение половой любви без естеств<енного> полового соединения? Это — отрицательное. А положительное — указание на значение начала любви в христианском значении этого слова, которое у Соловьёва заслонено нездоровым пониманием любви половой.— Трубецкой Е. Н. Письмо М. К. Морозовой, июль 1911 года.

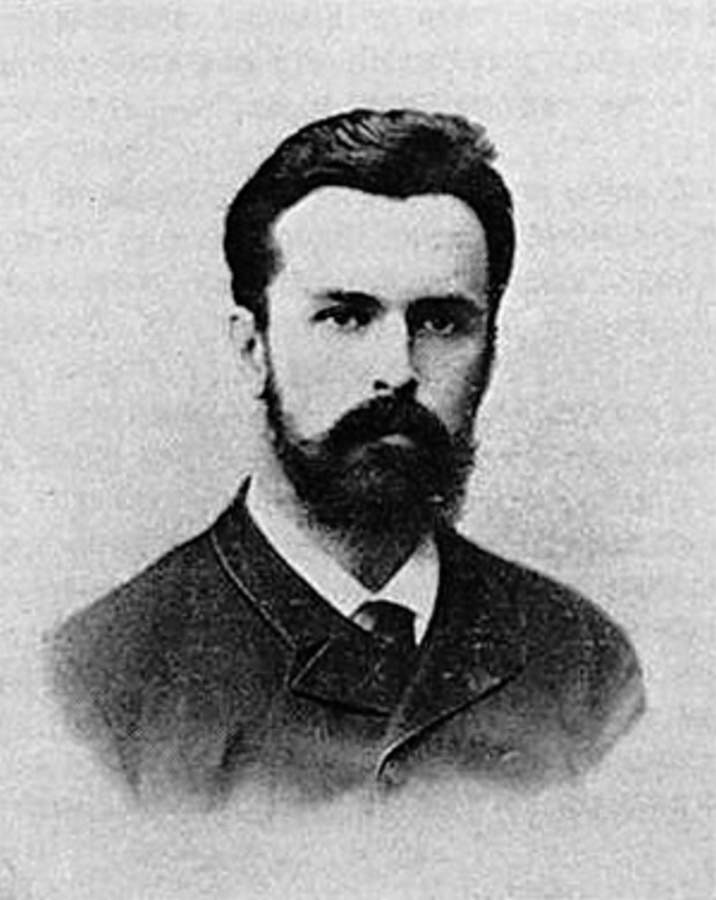
Евгений Трубецкой в молодости

Приоритет Морозовой заключался в защите Соловьёва от обвинений его в «пантеизме». Это было связано с тем, что Трубецкой, разграничив мир грубого, телесного, неодухотворённого «земного» и истинного, возвышенного «небесного», пришёл к необходимости преодоления первого в пользу второго. Таким образом, земная любовь должна быть, по мысли философа, преодолена, освещена светом божественной истины и любви. На этом базировалась философия Эроса Трубецкого, но практические выводы, проистекающие из таких предпосылок, никак не могли удовлетворить цветущую, полную сил молодую женщину. В данном случае она соглашалась с тем, что переоценка полового стыда является необходимым последствием переоценки половой любви у Соловьёва. Но она уточняла, что даже не самой половой любви, а того, что воздержание в этой любви является, по мысли Соловьёва, едва ли не условием мирового переворота. «Вот по отношению к этому именно меня и приводит в сомненье твоя основная критическая мысль, что всякая земная ценность живёт за счёт небесной и что у Сол<овьёва>, в частности, земная любовь заслоняет собой от него небесную», — возражает она.

Я не понимаю, как же тогда это связать с тем, что видно в его теории любви? Ведь вся его теория основана на отрицании земных радостей любви и как раз утверждает духовный смысл её. При таком понимании должно бы быть наоборот, духовный взор С<оловьёва> должен бы быть ясным, никакие земные ценности не должны были бы заволакивать от него неба. Откуда тогда эта романтическая дымка? Правильно ли твоё толкование? Действительно существо С<оловьёва> и его философии двойственно. С одной стороны, он <…> прямо пантеистически чувствует природу, и вдруг такой надлом внутри, такое неприятие и непонимание самой глубокой тайны природы и стремление что-то оторвать от земли и вознестись к небесам. Тут корень заблужденья и болезни. Корень этот не в том, что он переоценил земное, а в том скорее, что он недооценил его <…> небесное может реализоваться только в любви к земному.— Морозова М. К. Письмо Е. Н. Трубецкому, начало августа 1911 года.
Евгений Трубецкой не оставлял без внимания замечания Морозовой, он неоднократно говорил, что устные и эпистолярные споры с Маргаритой Кирилловной превратились в необходимую составляющую его творческого процесса. В 1912 году, окончив писать «Заключение», он уведомлял её, что он заботливо прислушивался к её мнению и особенно выделял те темы, на которых корреспондентка более всего настаивала: призыв к деятельности и реабилитация временного. А переписывая второй том в 1913 году, переписывал, потому что «столько воспоминаний в нём связано с тобой», — писал он ей с благодарностью.

## Революция и жизнь в советской России
Московского Университета

Мая 27 дня 1918 

Дано сие удостоверение гражданке Маргарите Кирилловне Морозовой
в том, что она состоит помощницей Заведующего книжным складом
«Издательства преподавателей Московского Университета». 

Николай Арсеньев
Маргарита Кирилловна никогда не была политически активна: «Я не верю в политику в России, да и вообще чистую политику ненавижу. Можно верить в торжество каких-нибудь политических принципов, когда они вытекают из органической государственной работы. Тогда, само собой, стоит на это класть жизнь… А тут дело идёт о „блоках“, „резолюциях“, газетном крике, собраньях с речами! Неужели ты в это веришь и тебе это не противно?» — убеждала она князя Трубецкого в 1916 году. Каждое лето, и в 1917, и в 1918 году она уезжала с детьми на отдых в подмосковное Михайловское.
Она понимала по настроению крестьян, что ей придётся расстаться со своим имением, несмотря на напускное дружелюбие мужиков, жаждавших изъятия её земель: «И они и я прекрасно понимаем, что дело идёт об отобрании земли. Видимо, им совестно этого, их останавливает чувство неловкости передо мной», — писала она Трубецкому. Но Морозову не обескуражила позиция крестьян, оказавшихся сторонниками аграрной программы эсеров. «Думаю, что надо отчасти провести социалистические начала в деревне — иначе я не представляю себе, как можно поднять жизнь крестьян», — рассуждала в другом письме новая землевладелица. А иначе «приди ловкий большевик, и они заберут, что могут… В них всё приподнято, и они неуклонно считают, что земля их», — предугадывала она.
В Москве было не легче: дом в Пречистенском переулке, где жила Маргарита Кирилловна перед Октябрьской революцией, весной 1918 года был национализирован и передан в ведение Отдела по делам музеев и охране памятников искусства и старины Наркомпроса. Им заведовали художник и искусствовед И. Э. Грабарь и литературовед Ю. Б. Виппер. Но она не была изгнана из своего дома: в обмен на десять картин и скульптуру «Ева» Огюста Родена «гражданке М. К. Морозовой» отвели две комнаты в первом полуподвальном этаже, где ранее располагались служебные помещения. Там она поселилась вместе с сестрой Еленой Кирилловной Востряковой (1876–1958).
Позднее и последние картины, оставшиеся у Морозовой после передачи основной коллекции в дар Третьяковской галерее, также были у неё изъяты и переданы государству. Начался самый трудный период в жизни бывшей меценатки. В 1920–30-х гг. дом отдали в пользование дипломатической миссии Норвегии, затем Югославии (1945–1946 гг.) и Дании (с 1946 года и по сей день). Согласно легенде, датский посол сделал предложение Маргарите Кирилловне принять датское подданство, на что получил ответ: «Милостивый государь! Я потомственная московская купчиха. Всё здесь создавали мои предки. И даже если дело рук их, не дай Бог, будет уничтожено, мой вдовий долг обиходить родную могилу».

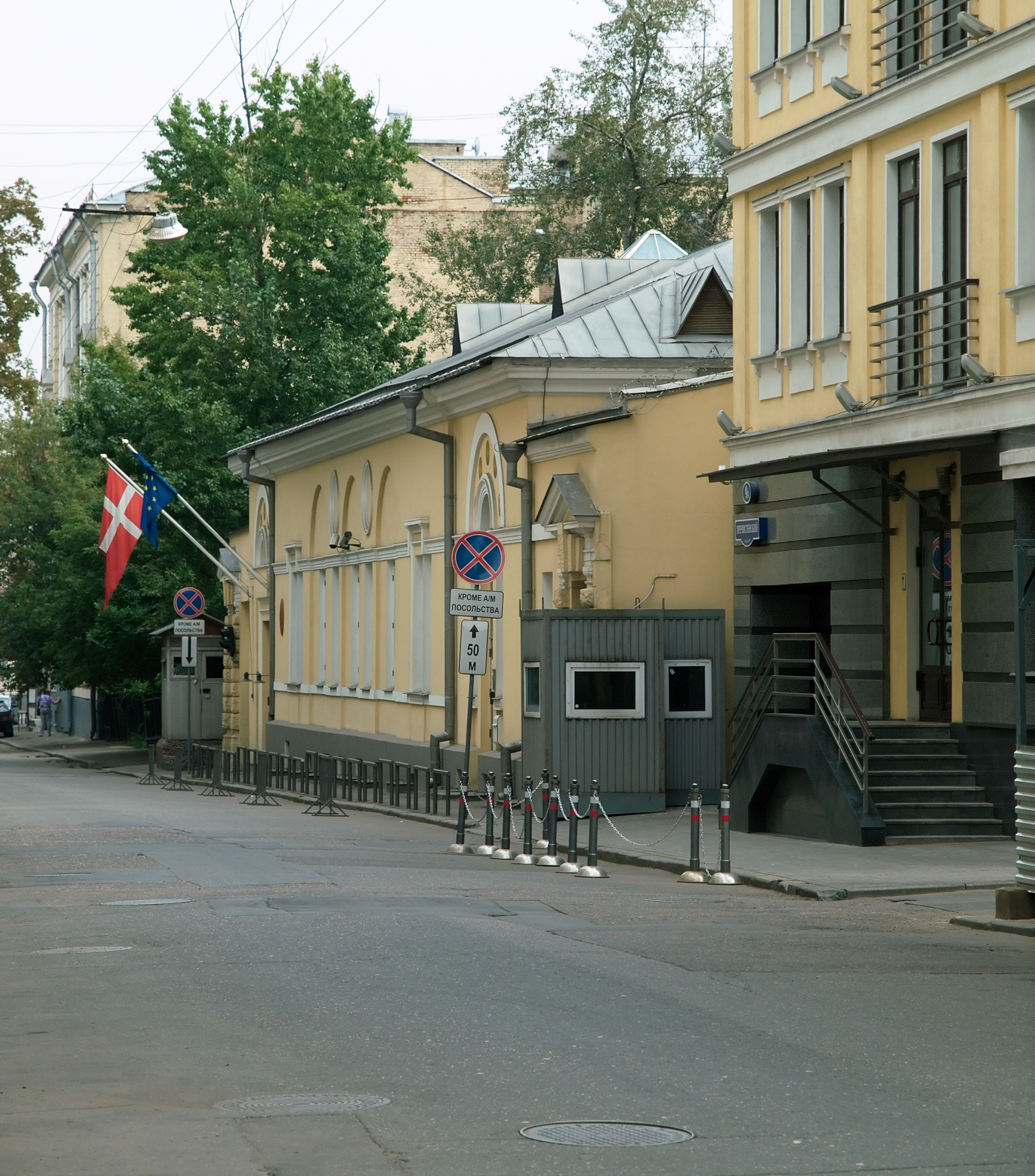
Дом в Пречистенском переулке, где Морозова жила с 1914 года до 1930-х годов; в 1920—1930 годах — в подвале

В конце концов посольский особняк ей пришлось оставить навсегда. В 1930-х годах Маргарита и Елена были выселены из подвала посольского дома; они вынуждены были поменять не одно временное пристанище, переселиться на подмосковную дачу в Лианозове, где сестёр и встретила война, но ни они, ни Михаил Михайлович Морозов, живший всё это время с ними, не думали покидать Москву. В годы войны они жили в комнате под лифтом на Покровке, неподалёку от того места, где родилась Маргарита Кирилловна. Бывали случаи, когда ей приходилось прятаться на кладбище Покровского монастыря в склепе Михаила Абрамовича Морозова, сооружённом В. М. Васнецовым. Все её дети, кроме сына Михаила, к тому времени давно были в эмиграции. Маргарита Кирилловна неоднократно просила разрешение на выезд в Берлин на встречу с детьми, но всякий раз получала отказ. Последней покинула Советский Союз в 1927 году Мария (1904–1964); переписку с ней Маргарита Кирилловна не прекращала до конца дней. Только ей суждено было пережить на несколько лет её престарелую мать. Всех остальных своих детей Маргарита Кирилловна пережила.
О последних годах Маргариты Морозовой известно немного. Она по-прежнему интересовалась музыкой, раз в месяц посещала столичную консерваторию. Последним её пристанищем стали две комнаты в новом микрорайоне за Ленинскими горами на Боровском шоссе, возле МГУ. Здесь она написала воспоминания о своей юности, о встречах с Андреем Белым, Александром Скрябиным, братьями Метнерами (Николай Метнер в отсутствие Александра Скрябина давал Морозовой уроки музыки в 1905—1907 годах), о русских философах и художниках, с которыми она была знакома. Она начала писать свои мемуары ещё при жизни сына (чью смерть очень тяжело перенесла и о котором написала отдельные воспоминания) и работала над ними до последних дней, но они так и не были закончены. Она посвящала им всё свободное время.
Поскольку источника доходов у М. К. Морозовой после смерти сына не осталось, они с сестрой жили крайне бедно, в основном за счёт помощи немногих оставшихся друзей. Жена композитора А. Н. Александрова Нина Георгиевна Александрова сообщала: «Они так бедны, что от них пахнет нищетой». Лишь в сентябре 1957 года, за год до смерти, ей была назначена персональная пенсия 50 рублей. Елена Кирилловна при этом по-прежнему не получала ничего. 30 июня 1958 года она умерла. После смерти сестры Маргарита Кирилловна ещё находила в себе силы на поддержку своего внука Михаила, она надеялась получить гонорар за статьи об Александре Скрябине в изданиях Музея А. Н. Скрябина на Собачьей площадке, но в начале октября силы оставили и её. Первого октября у неё случился инсульт, а 3 октября она умерла. Похоронена Маргарита Кирилловна на десятом участке московского Введенского кладбища под простым надгробием рядом с могилой сына, Михаила Михайловича Морозова.
При жизни её мемуары так и не были опубликованы. Долгое время её работы были забыты и никем не востребованы; частично «Воспоминания об Александре Скрябине» увидели свет в журнале «Советская музыка» лишь в 1972 году, но полностью они, как и все прочие мемуарные работы, были опубликованы только в постсоветское время. По характеру они представляют собой простые, безыскусные тексты, написанные скорее для себя, нежели в расчёте произвести впечатление на потомков.

## Наследие, благотворительная и общественная деятельность М. К. Морозовой
Покойный муж мой Михаил Абрамович Морозов выражал, при жизни своей, желание, чтобы его собрание картин русских и иностранных художников перешло впоследствии в собственность художественной галереи имени П. и С. Третьяковых. В исполнение этой воли покойного, я представляю при сём опись сказанных картин всего в количестве восьмидесяти трёх номеров, и заявляю, что я передаю их в собственность галереи, причём шестьдесят картин передаются мною теперь же, остальные же, нижепереименованные, двадцать три картины я оставляю пожизненно в своём пользовании, и они должны поступить в галерею после моей смерти, причём, до того времени, за могущие произойти вне моей воли случаи порчи или утраты этих картин ответственности на мне лежать не должно…
На первое января 1906 года состояние М. К. Морозовой насчитывало 832 245 руб. 56 коп. Спустя семь лет, на 1 января 1913 года суммарный капитал оценивался уже в 4 281 714 руб. 68 коп. При этом с 1910 года все дети Морозовой обладали своими непрерывно пополнявшимися счетами. Сумма остатка средств на личном счету Маргариты Кирилловны была не выше одного миллиона рублей, вплоть до национализации 1918 года, так же как и у её дочерей; сын Георгий Михайлович на 1 января 1914 года был обладателем 745 142 руб. 12 коп., Михаил Михайлович — 764 033 руб. 01 коп. Общий капитал на 1 января 1914 года насчитывал 6 052 950 руб. 61 коп, на 1 января 1918 года — 6 981 067 руб. 43 коп., при этом капиталы Юрия и Михаила перевалили за два с половиной миллиона у каждого.
В 1910 году Маргарита Кирилловна значительную часть коллекции картин мужа (60 единиц), включавшей полотна Эдуарда Мане, Огюста Ренуара, Клода Моне, Поля Гогена, Винсента Ван Гога, Эдгара Дега, М. А. Врубеля, В. А. Серова, К. А. Коровина, С. А. Коровина, А. М. Васнецова, В. М. Васнецова, передала в Третьяковскую галерею. Всего коллекция насчитывала 83 полотна, 23 из них меценатка оставила себе. Помимо этого, в коллекции мужа было около 60 икон и 10 скульптур. Передавая картины в дар, она выполняла устную волю мужа, но в любом случае её роль в передаче ценностей в публичное пользование неоспорима.
Среди других её благотворительных деяний исследователи называют финансовую поддержку «Московского религиозно-философского общества», журнала «Вопросы философии и психологии», еженедельной общественно-политической газеты «Московский еженедельник», пропагандировавшей идеи партии мирного обновления (Москва, 1906—1910, редакторы Е. Н. Трубецкой, Г. Н. Трубецкой), «Христианского братства борьбы» В. Ф. Эрна, С. П. Дягилева в 1907 году на организацию русских сезонов в Париже, А. Н. Скрябина (в 1904—1908 годах Морозова посылала две тысячи четыреста рублей ежегодно, а после смерти композитора учредила фонд помощи его семье), В. А. Серова (после его смерти Морозовыми так же был учреждён фонд помощи его семье приблизительно в 25 тысяч руб., куда Маргарита Морозова внесла от себя 5 тысяч руб.). Основала религиозно-философское издательство «Путь», выпустившее 45 книг.

М. К. Морозова в конце жизни

Вместе с И. А. Морозовым, братом покойного мужа, в 1909 году приняла участие в организации Вятского художественного кружка; при финансовой поддержке Морозовых в 1910 году возник Вятский художественно-исторический музей. Финансировала несколько школ, приютов, больниц, постройку здания Пречистенских курсов. В 1905 году Маргарита Кирилловна пожертвовала 60 тысяч рублей на строительство детского приюта.
Морозова была попечительницей женской гимназии Н. П. Хвостовой, действительным членом Общества для устройства и заведования Убежищем для престарелых или впавших в неизлечимое состояние лиц женского медицинского звания Российской империи, действительным членом Всероссийского общества народных университетов, основательницей Белкинского народного дома (сентябрь 1916 года), почётным членом Белкинского сельскохозяйственного общества. Кроме этого, она являлась членом постоянной комиссии Московского совета детских приютов. В 1914 году, с началом Первой мировой войны в доме на Новинском бульваре, где располагалась редакция издательства «Путь», Морозова устроила на свои средства госпиталь для раненых.
Салон Морозовой, её меценатская деятельность, издания, ею основанные или субсидируемые, во многом определяли московскую религиозно-философскую жизнь последнего предреволюционного десятилетия. При этом Маргарита Кирилловна старалась не афишировать свою деятельность: её имя почти не упоминалось в прессе, не фигурировало в субсидируемых ею изданиях «Вопросы философии и психологии», «Московский еженедельник», «Путь», лишь адрес издательства и канцелярии МРФО косвенно указывал на роль меценатки в истории русской культуры и развитии религиозно-философского Ренессанса в России. Композитор Н. К. Метнер посвятил Маргарите Кирилловне романс «Золотому блеску верил…» на стихи Андрея Белого.

### Усадьба Михайловское

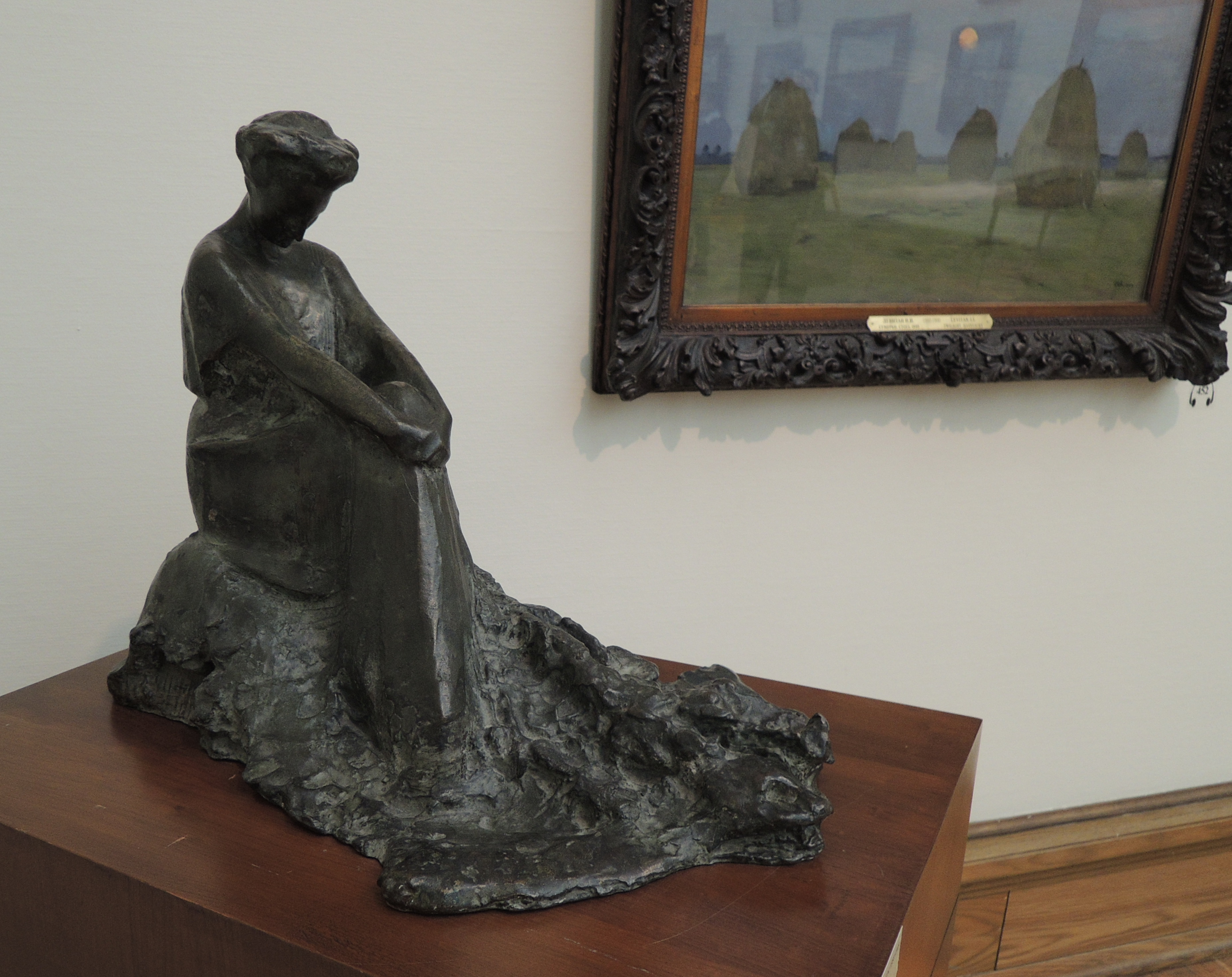
Скульптурный портрет Морозовой работы К. Крахта, 1905, ГТГ

В 1909 году Маргарита Кирилловна приобрела с помощью И. А. Морозова у В. П. Обнинского небольшую усадьбу Турлики на берегу речки Репинки, недалеко от её впадения в Протву. В память о покойном муже Михаиле Абрамовиче она назвала усадьбу Михайловским. Сын Мика — Михаил Михайлович — тоже мог быть одной из причин нового названия усадьбы. В письме Е. И. Полянской она делилась своей радостью: «Я очень глубоко рада, что имение куплено. Это большое событие для меня. Наконец-то, я успокоюсь и устроюсь. Эти заботы будут мне милы, да и перспективы открываются широкие и глубокие. Идти из корня, коснуться корня русской жизни — это ли я не люблю!! Это меня углубит и умудрит — я знаю». Усадьба располагалась в Калужской губернии, где неподалёку в своём имении Бегичеве жил Е. Н. Трубецкой. Спустя несколько лет она писала ему, что чувствует себя «лучше всего здесь, где мне каждый уголок дорог, каждый уголок мной устроен, столько вложено любви в каждое деревце, цветок, травку! Всё здесь до последней песчинки мне мило и дорого и мной всё из дебрей устроено».
Морозова полюбила отдыхать здесь летом с младшими детьми; старшие Юрий и Елена чувствовали себя вдали от Москвы не совсем комфортно. В 1911 году Морозова купила участок земли рядом с усадьбой и занялась обустройством летней детской трудовой колонии «Бодрая жизнь», для чего познакомилась в Москве со Станиславом Теофиловичем Шацким и его супругой Валентиной Николаевной Шацкой, составлявшими костяк общества «Детский труд и отдых». Шацкий и стал руководителем колонии. В мае 1911 года педагоги привезли для летнего отдыха первую группу детей из семей рабочих Марьиной рощи. Дети из колонии ухаживали за животными и выращивали урожай. Первая группа состояла из 25 детей, а всего в первый год в колонию прибыло 47 ребят от 7 до 16 лет. На второй год отдыхающих стало 55 человек, в последующие годы число колонистов доходило до 100—150 человек. Кроме этого, позднее в селе Белкине была на средства М. К. Морозовой построена школа для крестьянских детей. Колония просуществовала до 1918 года, пока не была национализирована. Шацкий остался её руководителем благодаря вмешательству Н. К. Крупской. При Морозовой в усадьбе работали художники Василий Поленов и Валентин Серов. Гостили Андрей Белый с супругой Асей Тургеневой. Был здесь и Е. Н. Трубецкой. Ещё одно название усадьбы, помимо Михайловского и Морозовской дачи, — Морозово.

## Материнство

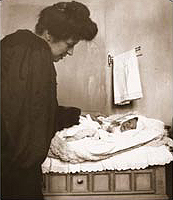
Маргарита Кирилловна с новорождённой Марусей. 1904

- Морозов, Георгий Михайлович (Юра) (21 сентября 1892, Москва — 1930). Гардемарин, участник Первой мировой войны, после 1918 года в эмиграции. Умер в Чехословакии[9]. По другой версии, кончил жизнь раньше психически ненормальным, поскольку переписка с ним оканчивается в 1918 году[36].
- Морозова, Елена Михайловна (Леля) (11 августа 1895, Москва — 26 марта 1951, Париж). В октябре 1916 года вышла замуж за Алексея Алексеевича Клочкова (21 октября 1889 — 19 сентября 1945), вторично вышла замуж за Петра Владимировича Яфимовича (4 сентября 1882 — 24 ноября 1947). Все похоронены на кладбище Сент-Женевьев-де-Буа в Париже.
- Морозов, Михаил Михайлович (Мика) (18 февраля 1897, Москва — 9 мая 1952, Москва) — переводчик, историк театра, режиссёр, шекспировед. Первая жена — княжна Варвара Александровна Туркестанова (1896—1941; после тюремного заключения в 1920-х годах впала в психическое расстройство и покончила жизнь самоубийством, выпрыгнув из окна пятого этажа), от неё родился внук Михаил Михайлович-младший, единственный сын Михаила Михайловича Морозова-старшего, продолживший ветвь Морозовых. Вторая жена — Татьяна Романовна Рогаль-Левицкая (1902—1989), замужем за М. М. Морозовым с 1928 года. Третья жена — Евгения Михайловна Буромская (1909—1996).
- Морозова, Мария Михайловна (Маруся) (2 января 1904, Москва — 29 ноября 1964, Бостон). Пианистка. В 1927 году выехала за границу благодаря поддержке А. С. Енукидзе и итальянского посла графа Мандзони. До Второй мировой войны жила в Париже, Мюнхене, Берлине. В Париже вышла замуж за Александра Александровича Фидлера-младшего (умер в 1954 году), сына Александра Александровича Фидлера, директора Фидлеровской гимназии в Москве.

По-настоящему материнскую заботу Морозова начала проявлять после появления своего третьего ребёнка, самого любимого ею Мики, чьё рождение досталось ей с трудом. «Старшие были лишены моей материнской любви. Разве это не страдание для меня, что я вижу и понимаю… что оттого они такие неразвитые душой, что я не дала им своей настоящей души! Только Мика один и Маруся, конечно, составляют нечто светлое для моей души и успокаивают её», — писала она Евгению Трубецкому. Старший сын Юрий был трудным ребёнком, натурой «истерической, с проявлениями психической ненормальности», которую Наталья Думова приписывает отцовской наследственности. Все дети были очень хорошо обеспечены, Георгий и Михаил на момент революции обладали двухмиллионными состояниями, четырнадцатилетняя Мария имела богатое приданое для будущей свадьбы.
|                                                                                                   |  |  |  |  |
| Георгий (Юра), Елена (Леля), Михаил (Мика), Леля с Марусей, 1900-е годы. Мика и Леля, 1910-е годы |  |  |  |  |

## Отзывы современников
Спрашивал Г. <Гершензона> о «Пути» и Морозовой…

Удивительная по уму и вкусу женщина. Оказывается, не просто «бросает деньги», а одушевлена и во всём сама принимает участие. Это важнее, чем больницы, приюты, школы.

Загаженность литературы, её оголтело-радикальный характер, её кабак отрицания и проклятия — это в России такой ужас, не победив который нечего думать о школах, ни даже о лечении больных и кормлении голодных.

Душа погибает: что́ же тут тело.

И она взялась за душу.

Конечно, её понесли бы на руках, покорми она из своего миллиона разных радикалистов.

Она это не сделала.

Теперь её клянут. Но благословят в будущем.
Изданные уже теперь «Путём» книги гораздо превосходят содержательностью, интересом, ценностью «Сочинения Соловьёва» (вышла деятельность из «Кружка Соловьёва»). Между тем книги эти все и не появились бы, не будь издательницы. Так<им> обр<азом>, простое богатство, «нищая вещь перед Богом», в умных руках сотворила как-бы «второго философа и писателя в России, Соловьёва».
Удивительно.
Знавшие Маргариту Кирилловну современники отмечали в ней обаяние, неизменную доброжелательность, исключительную женственность, ум и образованность. Резко-неприязненных откликов о меценатке история почти не сохранила, остались лишь множество благожелательных и несколько ироничных высказываний:
- И. Э. Грабарь вспоминал, что в литературно-художественных кружках 1900-х годов было ходячей фразой упоминать отзывчивость Морозовой: «Вся надежда на Маргариту Кирилловну»[4].
- Андрей Белый: «В ней Ницше, Кант, Скрябин, Владимир Соловьёв встречались в нелепейших сочетаниях…»[21]
- Иван Леонтьевич Томашевский (весна 1917 года): «Как жаль, что существует Брешко-Брешковская! Иначе Маргоша была бы бабушкой русской Революции».
- Ф. А. Степун в «Воспоминаниях» (Нью-Йорк, 1954, Т. 1) посвятил главу М. К. Морозовой, которую скептически-доброжелательно назвал «княгиней Елагиной XX века»[41].

В Москве шли споры о серьёзности духовных исканий Маргариты Кирилловны, о её уме и о том, понимает ли она сложные прения за своим зелёным столом. Допускаю, что она не всё понимала (без специальной философской подготовки и умнейшему человеку нельзя было понять доклада Яковенко «Об имманентном трансцендентизме, трансцендентном имманентизме и дуализме вообще»), но уверен, что она понимала всех… Не знаю в точности, но думаю, что Маргарита Кирилловна, многое объединяя в себе, не раз мирила друг с другом и личных и идейных врагов.— Степун Ф. А. Бывшее и несбывшееся.
- Со слов видного краеведа Н. С. Ашукина известно, что ещё в конце 1960-х годов память о Морозовой сохранилась в Обнинске, возникшем на месте бывшей Морозовской дачи уже после Великой Отечественной войны, и много лет спустя после того, как Морозова вынуждена была покинуть свою усадьбу. Местный журналист, сообщивший об этом Ашукину, попытался в обнинской газете «Вперёд» вспомнить меценатскую деятельность Маргариты Кирилловны добрым словом, но столкнулся с тем, что в памяти ветеранов она сохранилась «как некое допотопное чудовище, эксплуататорша, паразитка и т. д.»[32].
- Народная артистка СССР Софья Владимировна Гиацинтова: «В Москве её хорошо знали, стоило ей появиться, высокой, стройной, в шляпе с большими полями над прекрасным лицом, в публике пробегала волна восхищения»[42].
- Андрей Белый (1922): «Чуткость её, восприимчивость и умение сглаживать острые углы меж кружками — естественно создали из Морозовой незабываемую фигуру, которая оставила след в умственной культуре Москвы двух истекших десятилетий».

## Адреса в Москве

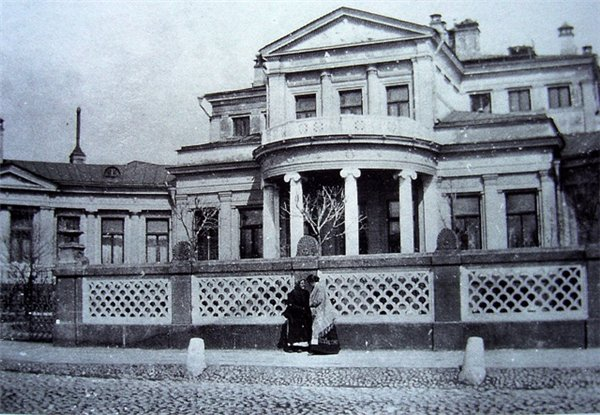
Прежний вид особняка Морозовых

- Улица Покровка, 27, дом Д. П. Боткина. Рождение и детские годы (1870-е годы).
- Тверской бульвар. После смерти отца до 1888 года.
- Большая Никитская улица, угол Леонтьевского переулка (1888—1891 годы).
- Леонтьевский переулок (с марта по осень 1892 года).
- Смоленский бульвар, 26/9. Особняк М. А. Морозова. Период замужества (1892—1903) и после — до продажи дома в 1910 году.
- Новинский бульвар, 103 (1910—1915). Книгоиздательство «Путь». Лазарет для раненых.
- Улица Знаменка, 11. Книгоиздательство «Путь».
- Пречистенский переулок, 9. Собственный особняк М. К. Морозовой (1915—1920-е годы), перестроенный архитектором И. В. Жолтовским, с 1946 года занимаемый посольством Королевства Дании[43].
- Улица Покровка (1940-е годы).
- Боровское шоссе (1950-е годы).

## Кинематография
- «Мистика любви. Андрей Белый и Маргарита Морозова. Ваш рыцарь». Документальный фильм. ГТРК «Культура», 2008. Режиссёр Владимир Дав.